# Le Grand-Quevilly
 (août 2019).
Grand-Quevilly redirige ici.
Le Grand-Quevilly, dit aussi Grand-Quevilly, est une commune française située dans le département de la Seine-Maritime, en  Normandie.

## Géographie

### Localisation
Le Grand-Quevilly est située en Normandie dans le département de Seine-Maritime. Voisine de Rouen,  elle est la 6e ville la plus peuplée du département avec 25 698 habitants et 4e commune de l'agglomération rouennaise derrière Rouen, Sotteville-lès-Rouen et Saint-Étienne-du-Rouvray. Le Grand-Quevilly s'étend sur 11,11 km2. La commune est voisine de Petit-Couronne, Saint-Étienne-du-Rouvray, Le Petit-Quevilly et Rouen. Elle se situe sur la rive gauche d'un méandre de la Seine. L'altitude sur la commune varie entre 5 m et 67,50 m.
La ville contient notamment de nombreux commerces et espaces verts  Elle fait partie des villes de France contenant le plus de logements sociaux. En effet, le pourcentage de logements sociaux de la ville est actuellement de 67 %.
| Canteleu | Rouen          | Le Petit-Quevilly        |
|          | Grand-Quevilly | Sotteville-lès-Rouen     |
|          | Petit-Couronne | Saint-Étienne-du-Rouvray |

### Hydrographie
La commune est située dans le bassin Seine-Normandie. Elle est drainée par la Seine,.
La Seine, qui prend sa source à Source-Seine, en Côte-d'Or, sur le plateau de Langres, traverse le département avec de larges méandres sur son flanc sud et se jette dans la Manche entre Le Havre et Honfleur. 

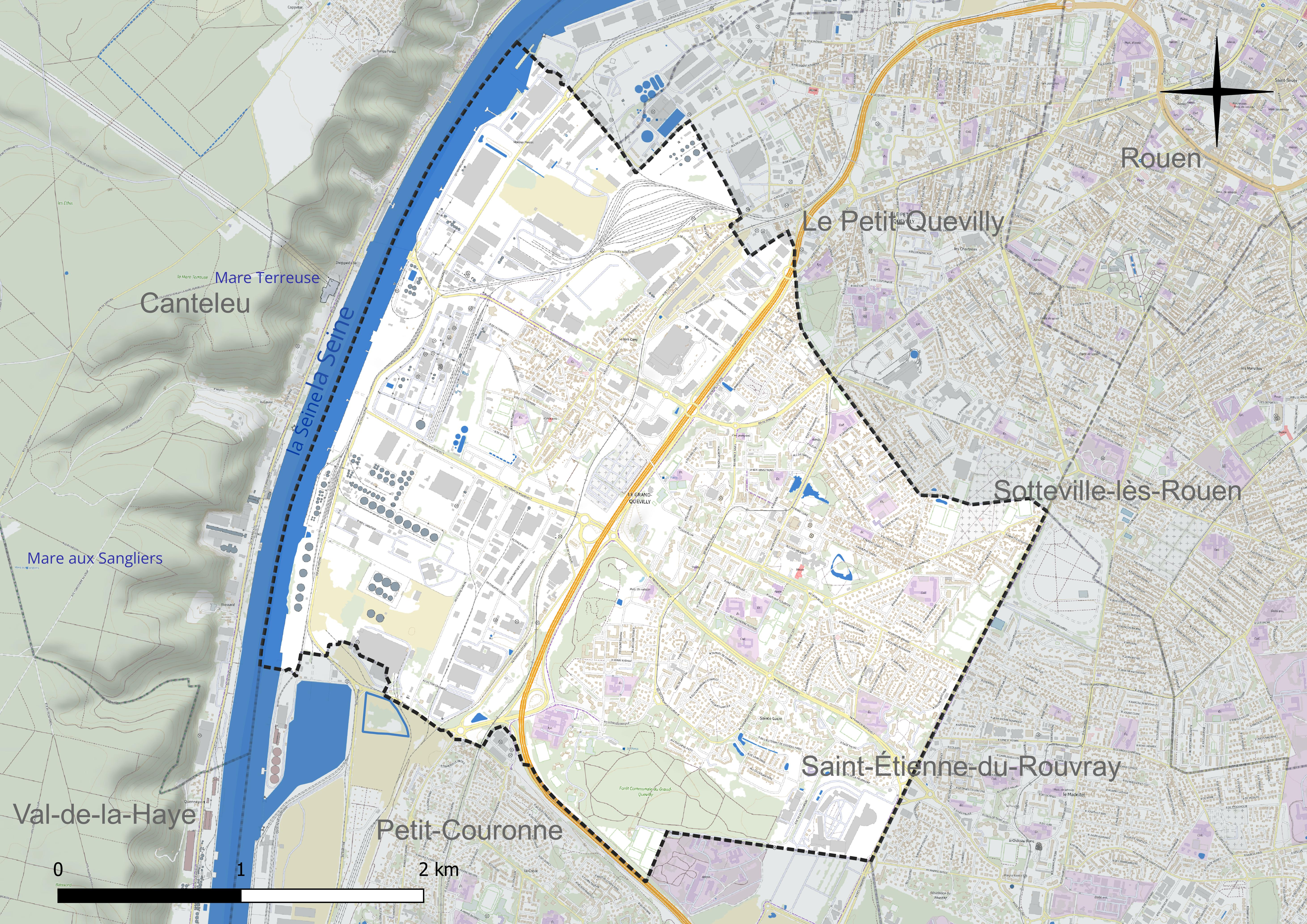
Réseau hydrographique du Grand-Quevilly.

### Climat
Pour des articles plus généraux, voir Climat de la Normandie et Climat de la Seine-Maritime.
En 2010, le climat de la commune est de type climat océanique altéré, selon une étude du CNRS s'appuyant sur une série de données couvrant la période 1971-2000. En 2020, Météo-France publie une typologie des climats de la France métropolitaine dans laquelle la commune est exposée à un climat océanique et est dans la région climatique  Côtes de la Manche orientale, caractérisée par un faible ensoleillement (1 550 h/an) ; forte humidité de l’air (plus de 20 h/jour avec humidité relative > 80 % en hiver), vents forts fréquents. Parallèlement le GIEC normand, un groupe régional d’experts sur le climat, différencie quant à lui, dans une étude de 2020, trois grands types de climats pour la région Normandie, nuancés à une échelle plus fine par les facteurs géographiques locaux. La commune est, selon ce zonage, exposée à un « climat contrasté des collines », correspondant au Pays d’Auge, Lieuvin et Roumois, moins directement soumis aux flux océaniques et connaissant toutefois des précipitations assez marquées en raison des reliefs collinaires qui favorisent leur formation.
Pour la période 1971-2000, la température annuelle moyenne est de 11 °C, avec une amplitude thermique annuelle de 13,5 °C. Le cumul annuel moyen de précipitations est de 806 mm, avec 12,4 jours de précipitations en janvier et 8,5 jours en juillet. Pour la période 1991-2020, la température moyenne annuelle observée sur la station météorologique la plus proche, située sur la commune de Rouen à 5 km à vol d'oiseau, est de 12,6 °C et le cumul annuel moyen de précipitations est de 817,9 mm,. Pour l'avenir, les paramètres climatiques de la commune estimés pour 2050 selon différents scénarios d’émission de gaz à effet de serre sont consultables sur un site dédié publié par Météo-France en novembre 2022.

## Urbanisme

### Typologie
Au 1er janvier 2024, Le Grand-Quevilly est catégorisée grand centre urbain, selon la nouvelle grille communale de densité à sept niveaux définie par l'Insee en 2022.
Elle appartient à l'unité urbaine de Rouen, une agglomération inter-départementale regroupant 50  communes, dont elle est une commune de la banlieue,,. Par ailleurs la commune fait partie de l'aire d'attraction de Rouen, dont elle est une commune du pôle principal,. Cette aire, qui regroupe 317 communes, est catégorisée dans les aires de 200 000 à moins de 700 000 habitants,.

### Occupation des sols
L'occupation des sols de la commune, telle qu'elle ressort de la base de données européenne d’occupation biophysique des sols Corine Land Cover (CLC), est marquée par l'importance des territoires artificialisés (88,9 % en 2018), en augmentation par rapport à 1990 (81,5 %). La répartition détaillée en 2018 est la suivante : zones urbanisées (45,1 %), zones industrielles ou commerciales et réseaux de communication (39,4 %), espaces verts artificialisés, non agricoles (4,4 %), forêts (3,9 %), zones agricoles hétérogènes (3,6 %), eaux continentales (3,6 %). L'évolution de l’occupation des sols de la commune et de ses infrastructures peut être observée sur les différentes représentations cartographiques du territoire : la carte de Cassini (XVIIIe siècle), la carte d'état-major (1820-1866) et les cartes ou photos aériennes de l'IGN pour la période actuelle (1950 à aujourd'hui).

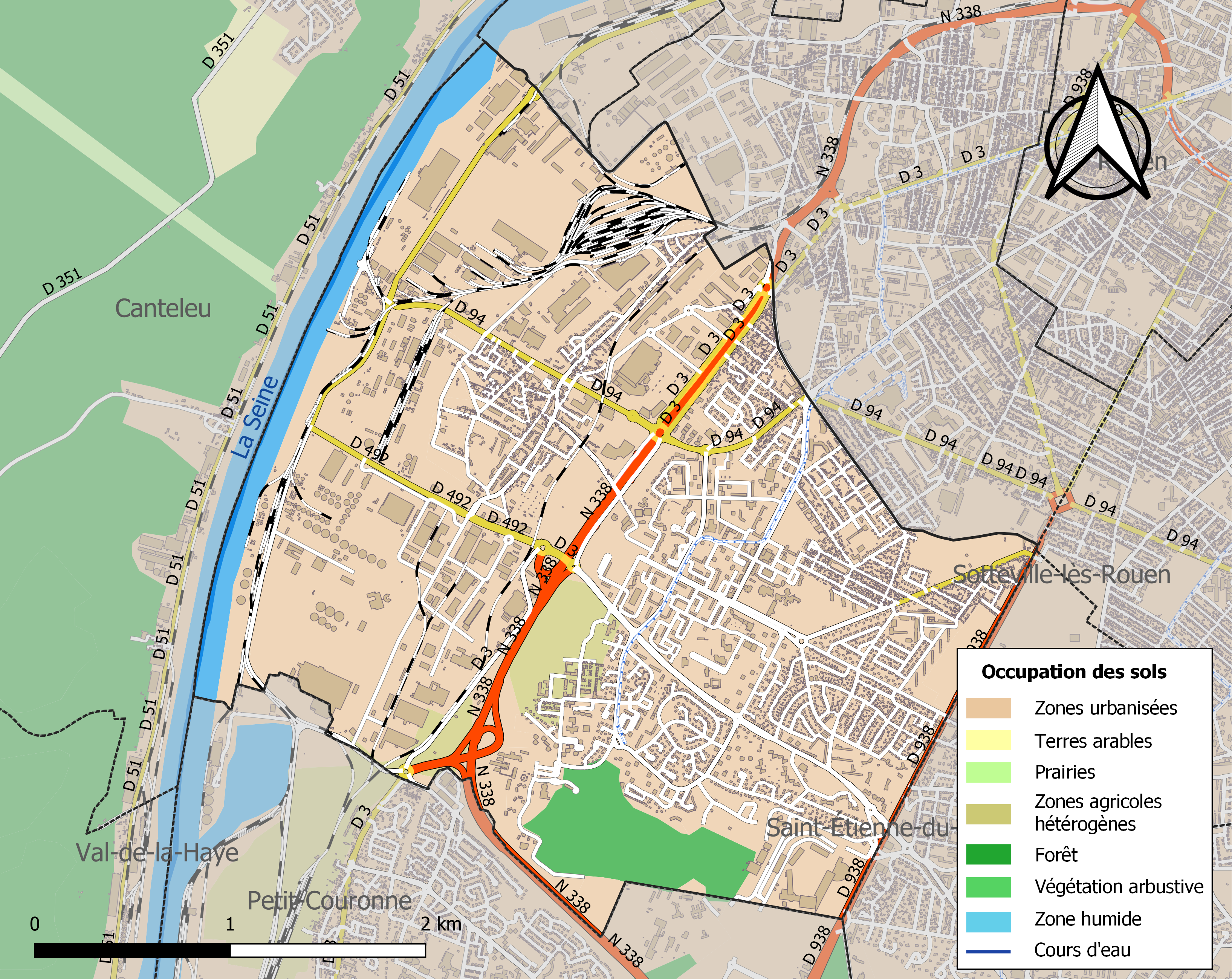
Carte des infrastructures et de l'occupation des sols de la commune en 2018 (CLC).

### Voies de communication et transports
Le Grand-Quevilly est desservie par le « métro » de Rouen (tramway) depuis son inauguration en 1994. La ligne George-Braque traverse la ville du nord au sud avec 5 stations, à une fréquence d'une rame toutes les 6 minutes en heure de pointe. Le tramway permet de rejoindre le centre-ville de Rouen en une vingtaine de minutes (correspondances avec les principales lignes de l'agglomération) et Le Petit-Quevilly en quelques minutes.
Des lignes de bus (T4, F6, F9, 27 et 42) offrent la possibilité de rejoindre des communes non desservies directement par le métro telles que Saint-Etienne-du-Rouvray, Sotteville-lès-Rouen Petit et Grand-Couronne.

Le Grand-Quevilly est traversée par la Sud III (RN 338) qui donne accès à l'autoroute A13.

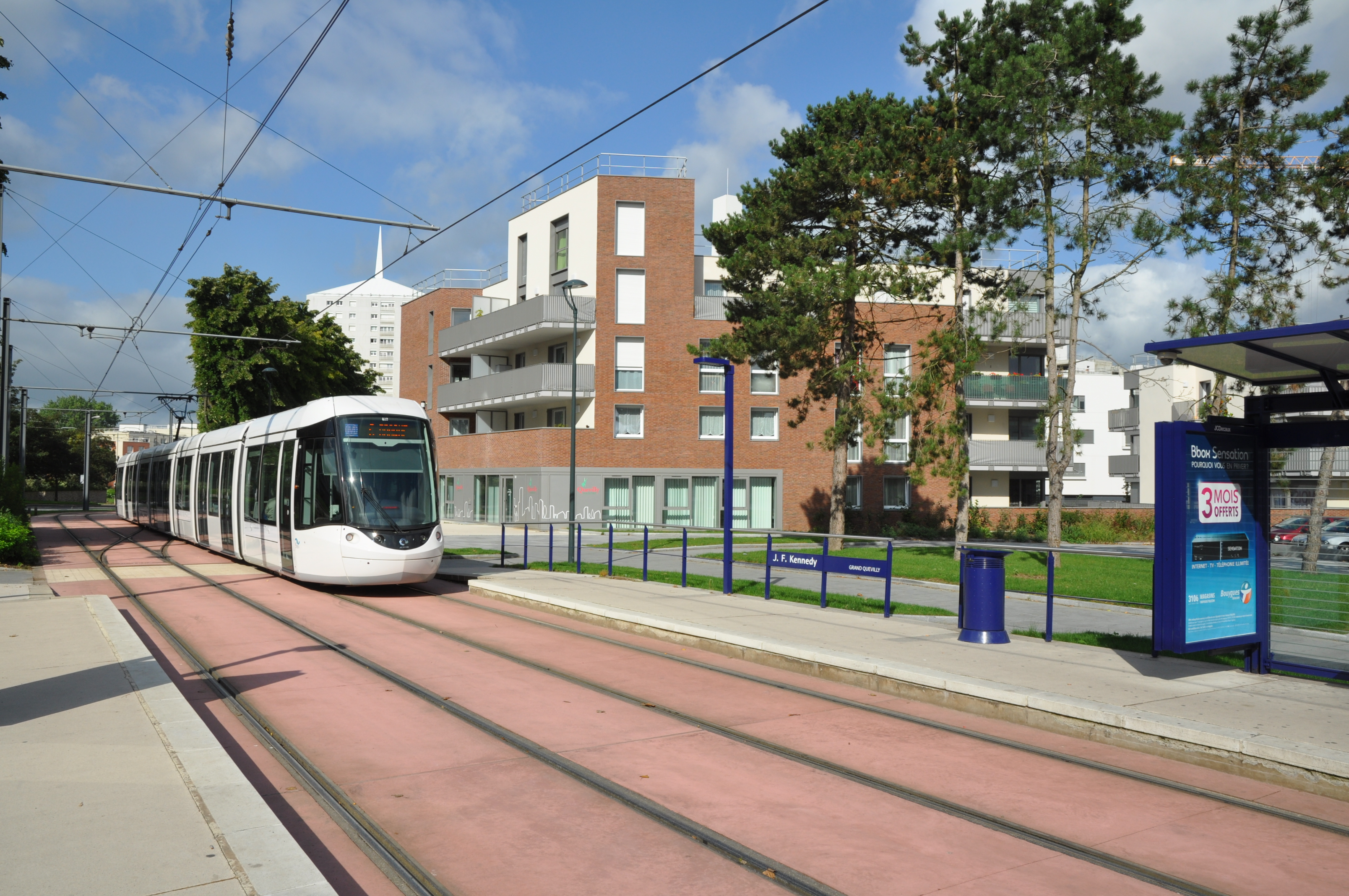
Le métro à la station Kennedy.

Le bac permet le passage vers Dieppedalle.

## Toponymie
Le nom de la localité est attesté sous les formes Chevillei vers 1027 ; Cavilleium (en latin médiéval) au début du XIIe siècle. Puis Quevilly le Grand à la fin du XIVe siècle[réf. nécessaire].
Il s'agit d'une formation toponymique gauloise ou gallo-romaine en -(i)acum, suffixe d'origine gauloise marquant la localisation ou la propriété. Généralement, il a abouti à la terminaison -(a)y ou -(e)y dans la plupart des régions de Normandie, comme dans la région parisienne, en Picardie et les régions du centre nord de la France.
Le premier élément Quevil(l)- représente sans doute un anthroponyme selon le cas général. François de Beaurepaire propose deux noms de personnes différents, soit le nom d'homme gaulois Cabillus (mentionné dans une inscription de Lyon, CIL XIII, 382), soit le nom de personne latin Capellus (porté par un autochtone). D'où le sens global de « domaine rural, propriété de Cabillus ou Capellus ».
Un début de palatalisation a affecté la voyelle initiale /a/ > /e/ suivi d'une régression, ainsi Quevilly conserve le [k-] initial (graphié qu-) caractéristique du normand septentrional et du picard au nord de la ligne Joret.
Le même nom d'homme se rencontre dans Quevillon (Seine-Maritime) et Cavillon (Somme), suivi du suffixe -o / -on(em). Homonymie avec les Chevilly et Chevillé (Sarthe, Caviliaco IXe siècle) du Centre et de l'Ouest de la France.
Les toponymes en -acum ne prennent jamais l'article puisque ce ne sont pas des formations médiévales, mais gauloises ou gallo-romanes. En effet, l'article défini le / la, issu du latin ille / illa, n'a été utilisé pour créer des toponymes qu'à partir du IXe siècle en Normandie, alors que Quevilly est une formation toponymique antérieure au Ve siècle. Aussi l'usage conforte-t-il cette règle, puisqu'on dit souvent Grand-Quevilly et Petit-Quevilly au lieu de Le Grand-Quevilly et Le Petit-Quevilly, formes officielles récentes. En outre, les communes contiguës de Grand-Couronne et de Petit-Couronne issues également d'une scission médiévale de la même époque (vers le XIIe siècle) ne prennent pas l'article.

## Histoire
(août 2019).
- 1154 : Le Grand-Quevilly est acquis par le seigneur Charles de Becdelièvre, alors maître du grenier à sel de Rouen.
- 1195 : Donation aux Hospices de Rouen du domaine du Grand Aulnay (en bordure de la Seine) au sud de la commune par Richard Cœur de Lion.
- 1554 : Acquisition du fief du Grand Quevilly par un seigneur, Charles De Becdelièvre, sieur de Sazilly (près de Chinon), maître du grenier à sel de Rouen.
- 1599 : Transfert sur le territoire du Grand-Quevilly du prêche établi quelques mois plus tôt à Dieppedalle le 27 août 1599, conséquence locale de l’édit de Nantes de 1598. Le Grand Temple des Réformés est édifié.
- 1793 : La vie communale s'organise autour d'un conseil général communal bientôt transformé en conseil de la commune révolutionnaire du Grand-Quevilly. En 1794, une équipe est choisie pour le destin de la commune. Elle est dirigée par André Boutigny, qui prendra en 1800 le titre de « maire provisoire », avant l'arrivée de Germain Delamare, premier maire de la commune et qui le resta jusqu'en 1814.
- Fin XVIIIe siècle : Construction du château du Grand-Quevilly par le marquis Pierre-Jacques-Louis de Becdelièvre (1718-1771). Il fut couramment appelé le château de Montmorency, du nom de Anne Louis Christian de Montmorency (27 mai 1769 - Neuilly † 25 décembre 1844 - Munich), comte de Tancarville, 8e prince de Robech (1812), marquis de Seignelay, marié, le 4 septembre 1797 à Henriette de Becdeliévre de Cany (5 septembre 1771 - Paris † 15 mars 1833), fille d'Anne Louis Roger de Becdelièvre (13 avril 1739 † 26 juin 1789), marquis de Quevilly, seigneur de Cany, dit le « marquis de Cany », lieutenant-général des armées du Roi, chevalier de Saint-Louis. Sa bibliothèque et certains meubles furent vendus aux enchères en 1941.
- 1870 : Les Prussiens envahissent la commune. Des soldats sont prisonniers dans le château du Grand-Quevilly, où était installé un quartier général prussien.
- De 1882 à 1899 : Des progrès ont lieu : des plaques indicatives de rues et de maisons sont installées ; une école pour garçons est construite ; création d'un boulevard de l'industrie et, en 1894, d'un chantier naval.
- 1886 : Création du boulevard de l'Industrie au long duquel vont pousser les usines. Le bourg du Grand-Quevilly compte alors 2 000 habitants.
- 1893 : Implantation, à la limite nord de la commune du Grand-Quevilly, des Ateliers et Chantiers Laporte et Cie[22] dont l'un des plus célèbres bateaux construits est le pétrolier baptisé Quevilly.
- 1899 : Installation de la filature Dieusy et ouverture de la première poste locale.
- 1914 : Plusieurs camps de militaires britanniques s'installent dans la commune. Une nécropole nationale en perpétue le souvenir.
- 1919 : Déjà amorcée avant-guerre, l'industrialisation se poursuit au bord de la Seine surtout grâce à l'installation de la Centrale Électrique qui fonctionne au charbon pour fournir l'énergie aux usines. La population qui avoisine les 2 500 habitants, passe à 10 000 à la veille de la guerre 39-45.
- 1935 : Les élections municipales ont lieu. La liste du « progrès social » conduite par le docteur Prat et Tony Larue arrive en tête. Un programme de réalisations voit la construction de deux écoles maternelles, d'un établissement de bains-douches, d'une école de garçons, d'un foyer communal doté d'une salle de spectacle et d'une nouvelle mairie.
- 1939 à 1944 : Pendant la Seconde Guerre mondiale, les immigrés partent, les usines sont alors désorganisées, mais des militaires donnent la main-d'œuvre. En 1941, le maire Tony Larue est destitué de ses fonctions et est remplacé. La ville est la cible de plusieurs bombardements. 76 résistants sont condamnés à mort sur le stand de tir des Bruyères, réquisitionné par l'armée allemande. En 1944, la ville est libérée.
- 1944 : Libération de la ville le 30 août. La ville se dote d'un nouveau bureau de poste au Bourg et d'un bureau annexe. Un marché couvert, un groupe postscolaire, de nouveaux établissements scolaires, une bibliothèque populaire publique et gratuite en 1951 sont créés.
- 1945 : Louis Jouvin, résistant et déporté, devient maire du Grand-Quevilly.
- 1947 : Tony Larue est réélu au poste de maire jusqu'en 1995.
- 1953 à 1977 : construction de pavillons, de centres commerciaux (Centre Sud 3), de la zone à urbaniser en priorité et inauguration de l'hôtel de ville en 1974.
- 1961 : la nouvelle ville se construit. Constitution d'une zone à urbaniser en priorité (ZUP). La ville procède à l'acquisition de la forêt du Chêne-à-Leu. Suivent dans les années 1970, les ZAC (Zones d'aménagement concerté) des Provinces à vocation d'habitation et du Grand Launay à vocation économique, le centre commercial et artisanal du Bois Cany et la rénovation du Bourg.
- 1974 : l'hôtel de ville, dont la construction a été confiée à l'architecte Henri Tougard, est inauguré.
- 1977 : Tony Larue fait appel à Laurent Fabius (alors directeur de cabinet de François Mitterrand) pour achever la construction de la ville. Depuis sont apparus une école de musique, une bibliothèque, un théâtre (théâtre Charles-Dullin) et une crèche.
- 1978 : création des Espaces Seniors qui permettent un accueil des ainés pour des animations et des sorties.
- 1986 : François Mitterrand, alors président de la République, est accueilli par Laurent Fabius. Fermeture des Chantiers de Normandie.
- 1995 : mort de Tony Larue, fin du mandat. Marc Massion est élu sénateur et Laurent Fabius devient maire du Grand-Quevilly. La politique municipale (logement, développement économique, solidarité et loisirs) s'accompagne d'une stabilité, voire de la baisse des impôts communaux.
- 1996 : Lancement du dispositif du Relais Partenaire Jeunes qui permet aux familles quevillaises de bénéficier d'une aide pour financer tout ou partie de l'inscription à une activité extrascolaire des jeunes de 6 à 19 ans.
- 1996 à 2006 : De nombreuses modifications voient le jour, Gaz de France s'installe, des places sont modernisées ; le parc des Provinces est créé (il fut récompensé aux Marianne d'Or). La Sud III (voie reliant Le Grand-Quevilly à Rouen) est créée, la bibliothèque devient médiathèque et est rénovée. 1999, le tout nouveau Multiplex (Gaumont Grand-Quevilly) ouvre ses portes au centre commercial du Bois Cany, il a une capacité de 3 862 sièges pour un total de seize écrans dont un IMAX (environ 22 mètres de base). En 2001, ouverture du Zénith de Rouen et Marc Massion devient maire.
- 1997 : Création du parc des Provinces, une réalisation récompensée par la Marianne d'or des communes, plus haute distinction française pour les réalisations locales.
- 1998 : Le parc des Provinces devient le théâtre du festival musical de plein air gratuit ; Un printemps au Parc. Cette même année, la bibliothèque prend un nouveau visage et devient multimédiathèque. Toutes les écoles de la ville sont équipées d'une salle multimédia et la ville participe également à l'équipement du lycée et des trois collèges. Le dispositif des Espaces Seniors se complète par un service de restauration.
- 1999 : La Maison des Arts ouvre ses portes, les travaux de construction de l'Espace jeunesse commencent et le Contrat Municipal Étudiant est lancé afin d'aider financièrement les étudiants dans la poursuite de leurs études.
- 2000 : Marc Massion est élu maire de la Ville et Laurent Fabius prend la place de premier adjoint à la suite de sa nomination au gouvernement.
- 2001 : Marc Massion est réélu dès le premier tour avec 82 % des voix. L'Espace jeunesse est inauguré.
- 2003 : L'ensemble des écoles maternelles est informatisé.
- 2004 : Lancement du dispositif 1 élève / 1 ordi qui permet à chaque élève de CE2, CM1 et CM2 des écoles quevillaises de disposer gratuitement d'un ordinateur à son domicile, équipé de tous les logiciels éducatifs utilisés à l'école et choisis par les enseignants.
- 2005 : La crèche est agrandie pour devenir l'Ile aux Enfants.
- Le jeudi 4 mai 2006 : Le château d'eau, qui était un emblème de la Ville, est détruit.
- 2008 : Marc Massion est réélu au poste de maire.
- 2008 : En lieu et place du château d'eau, une roseraie est réalisée. Elle mesure six hectares et contient près de deux-cents espèces de roses, la Ville inaugure la Roseraie à quelques pas de l'hôtel de ville. Elle compte plus de 280 variétés de roses, avec plus de 16 000 plants.
- 2009 : Les chantiers urbains des quartiers Matisse et Kennedy commencent.
- 2010 : La Ville participe au festival Normandie impressionniste avec une exposition présentée à la Maison des Arts. Les premiers arbres de la spirale du temps sont plantés par des écoliers dans le Bois Matisse.
- 2012 à 2019 : De nombreux travaux urbains voient le jour comme ceux du Père Jules, du quartier Kennedy et du Bois Matisse. Plusieurs projets solidaires naissent, c'est le cas du dispositif Encore+Ensemble ou Rendez-vous en terres jumelles qui permet aux jeunes quevillais de partir en voyage dans l'une des villes jumelées au Grand-Quevilly.
- 2020 : La liste « Grand-Quevilly, j'y tiens » de Nicolas Rouly obtient 80 % des suffrages au premier tour de l'élection municipale. Nicolas Rouly est élu maire le 28 mai 2020.

## Politique et administration

### Européennes de 2024
Aux élections européennes du 9 juin 2024, Jordan Bardella (Rassemblement national) arrive en tête, en hausse de 10 points (40,86% contre 30,30% en 2019),, dans le sillage des 7 points gagnés au niveau national. Dans cette commune, Raphaël Glucksmann arrive deuxième (15,04% contre 10,07% en 2019),, devant Manon Aubry (10,90% contre 8,23% en 2019),, la liste de Valérie Hayer n'étant que 4e avec 10,46% (contre 15,58% en 2019),. La participation est en légère baisse, à 53,15% contre 55,51%,, un peu au-dessus de la moyenne nationale (52,50%).

### Jumelages
Le Grand-Quevilly est jumelée avec :
- Morondava (Madagascar) depuis 1964,
- Ness Ziona (Israël) depuis 1964,
- Laatzen (Allemagne) depuis mai 1966,
- Lévis (Canada) depuis 1969,
- Hinckley (Angleterre) depuis 1976.

La Ville organise différents projets autour du jumelage :
- La fête des 5 villes qui a lieu chaque année pendant les Bakayades,
- Le projet Rendez-vous en terres jumelles qui a permis à 10 jeunes de découvrir les 5 villes jumelées au Grand-Quevilly,
- Le jeu connecté des 7 familles Enfants de terres jumelles[32] distribué dans les écoles en janvier 2019,
- Les échanges interculturels entre jeunes Quevillais.

## Population et société

### Démographie
L'évolution du nombre d'habitants est connue à travers les recensements de la population effectués dans la commune depuis 1793. Pour les communes de plus de 10 000 habitants les recensements ont lieu chaque année à la suite d'une enquête par sondage auprès d'un échantillon d'adresses représentant 8 % de leurs logements, contrairement aux autres communes qui ont un recensement réel tous les cinq ans,.

En 2022, la commune comptait 25 954 habitants, en évolution de +0,22 % par rapport à 2016 (Seine-Maritime : +0,35 %, France hors Mayotte : +2,11 %).
| 1793  | 1800  | 1806  | 1821  | 1831  | 1836  | 1841  | 1846  | 1851  |
| ----- | ----- | ----- | ----- | ----- | ----- | ----- | ----- | ----- |
| 1 241 | 1 235 | 1 278 | 1 460 | 1 578 | 1 440 | 1 585 | 1 598 | 1 555 |

| 1856  | 1861  | 1866  | 1872  | 1876  | 1881  | 1886  | 1891  | 1896  |
| ----- | ----- | ----- | ----- | ----- | ----- | ----- | ----- | ----- |
| 1 557 | 1 548 | 1 519 | 1 613 | 1 618 | 1 731 | 1 813 | 1 773 | 2 132 |

| 1901  | 1906  | 1911  | 1921  | 1926  | 1931  | 1936  | 1946  | 1954   |
| ----- | ----- | ----- | ----- | ----- | ----- | ----- | ----- | ------ |
| 2 048 | 2 209 | 2 458 | 4 120 | 6 264 | 7 683 | 8 942 | 9 857 | 13 565 |

| 1962   | 1968   | 1975   | 1982   | 1990   | 1999   | 2006   | 2011   | 2016   |
| ------ | ------ | ------ | ------ | ------ | ------ | ------ | ------ | ------ |
| 18 727 | 25 611 | 31 963 | 31 650 | 27 658 | 26 679 | 26 226 | 24 637 | 25 897 |

| 2021   | 2022   | - | - | - | - | - | - | - |
| ------ | ------ | - | - | - | - | - | - | - |
| 25 975 | 25 954 | - | - | - | - | - | - | - |

### Enseignement

#### Établissements scolaires
- Crèche l'Île aux Enfants
- Crèche Delacroix (bâtiment écologique, inauguré en octobre 2012)
- École maternelle Césaire-Levillain
- École maternelle Jean-Cavaillès
- École maternelle Jean-Moulin
- École maternelle Charles-Calmette
- École maternelle Charles-Perrault
- École maternelle Louis-Pasteur
- École maternelle Jean-Zay
- École élémentaire Césaire-Levillain
- École élémentaire Jean-Moulin
- École élémentaire Jean-Cavaillès
- École élémentaire Maryse-Bastié
- École élémentaire Roger-Salengro
- École élémentaire Henri-Ribière
- École élémentaire Jean-Jaurès
- Collège Jean-Texcier
- Collège Claude-Bernard
- Collège Édouard-Branly
- Lycée Val-de-Seine (général, technologique et professionnel ; BTS ; Prépa.).

### Sports
- Équipe de tennis de table nommé l'ALCL Grand-Quevilly. La section féminine du club évolue en Pro A depuis 2005 et a réussi l'exploit de remporter le titre de champion de France en 2007 face aux  montpelliérains.
- Piscine municipale (3 bassins) rénovée en 2007, la ville possède également un club de natation sportive et synchronisée, l'Espadon de Grand-Quevilly (E.G.Q.), qui organise chaque année La nuit de l'eau.
- Judo-club, où se pratiquent le judo, la musculation et le fitness.

### Manifestations culturelles et festivités

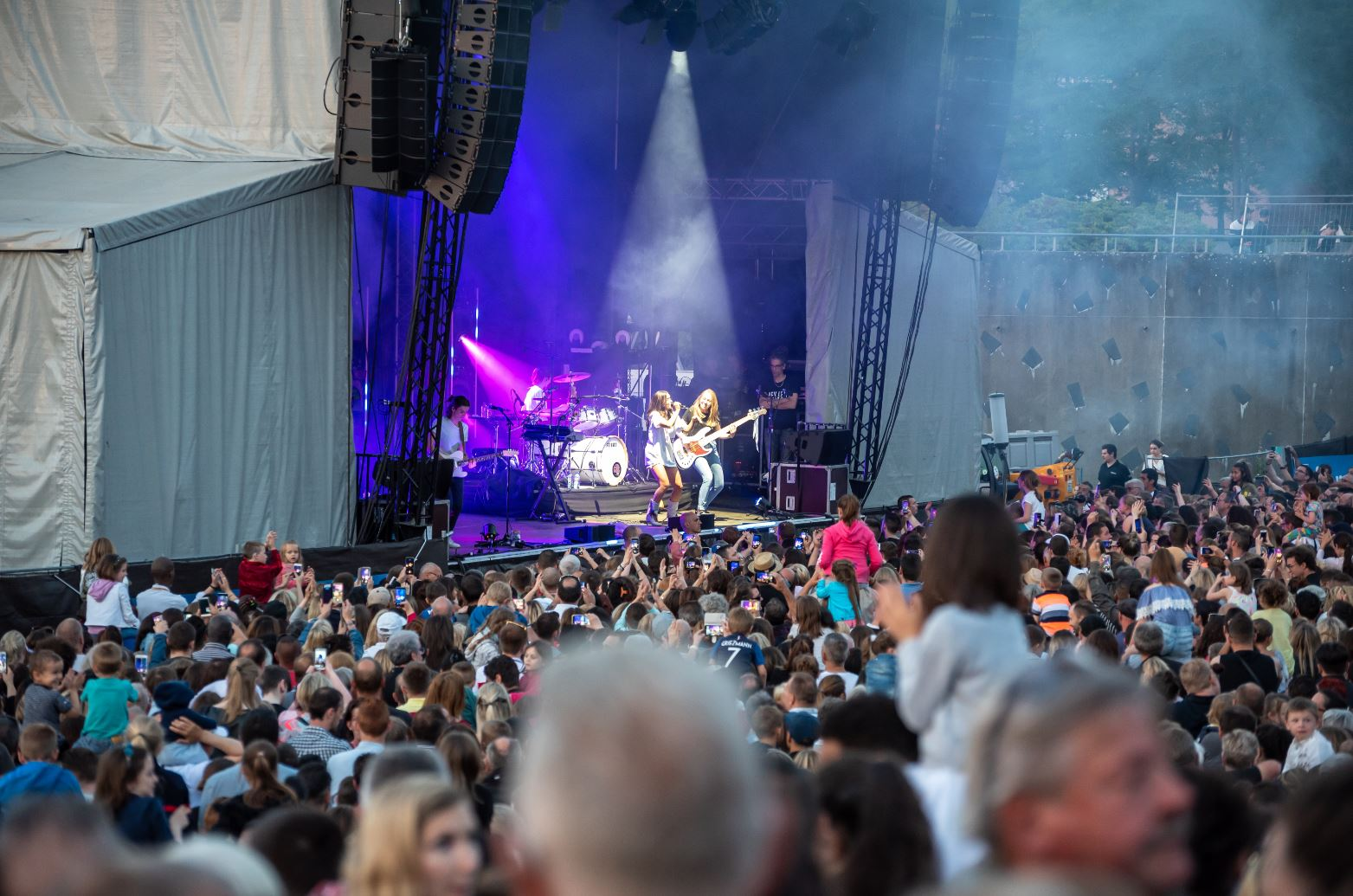
Jenifer sur la scène des Bakayades, le 22 juin 2019.

Chaque année en juin ont lieu Les Bakayades qui se déroulent au parc des Provinces. C'est une série de concerts et de cinéma en plein air les week-ends.

### Héraldique
| Armes du Grand-Quevilly | Les armes du Grand-Quevilly se blasonnent ainsi : De gueules à la fasce cousue de sable chargée d'une coquille accostée de deux croisettes tréflées au pied fiché, le tout d'argent, accompagnée en chef d'un léopard d'or, et en pointe d'une cheville aussi d'or. |

Le léopard signifie l'appartenance à la Normandie puisqu'il est issu des armes de la Normandie. La fasce est aux armes de la famille de Becdelièvre.

## Économie
Borealis (GPN)

## Culture locale et patrimoine

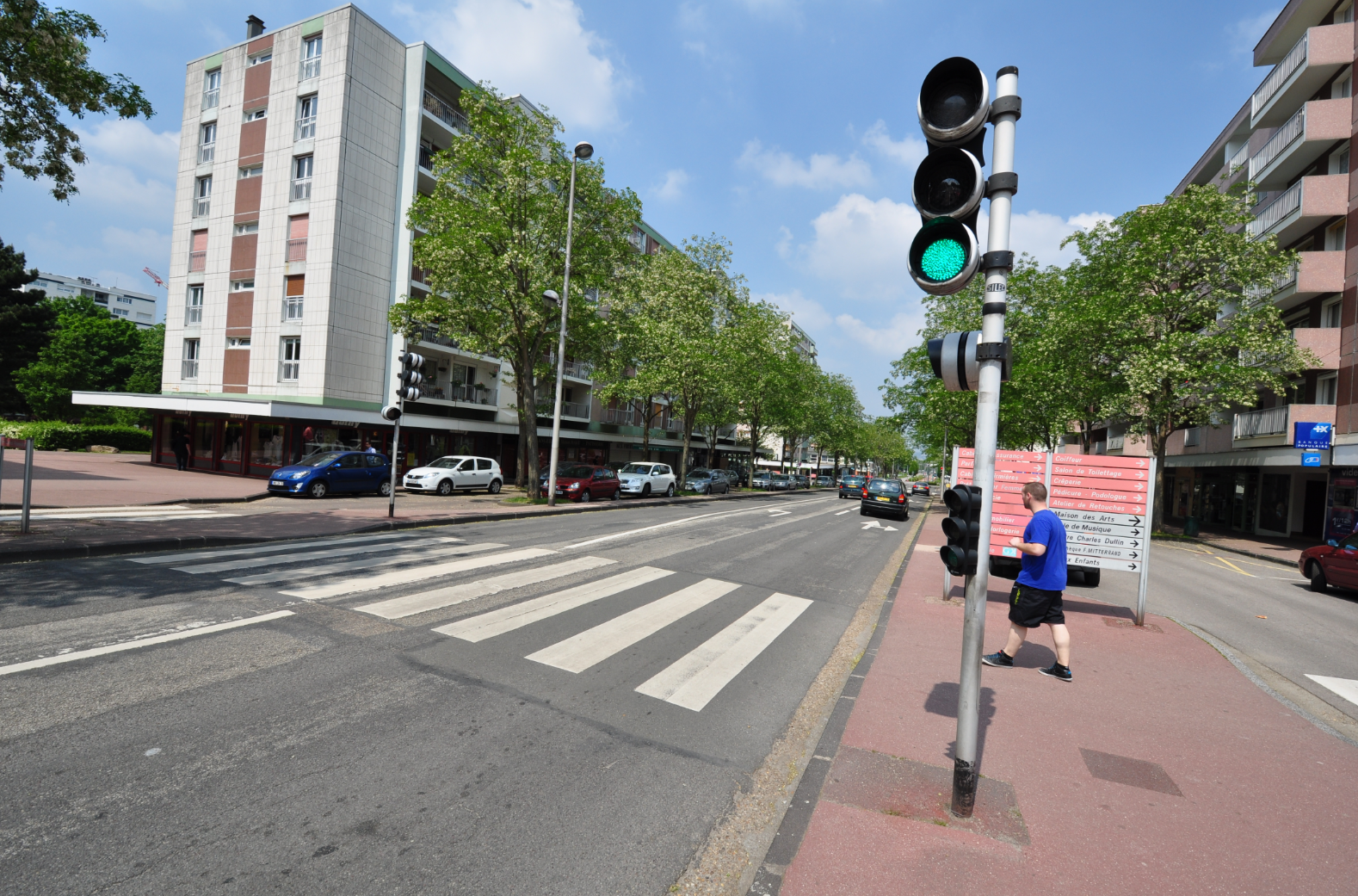
Avenue des Provinces.
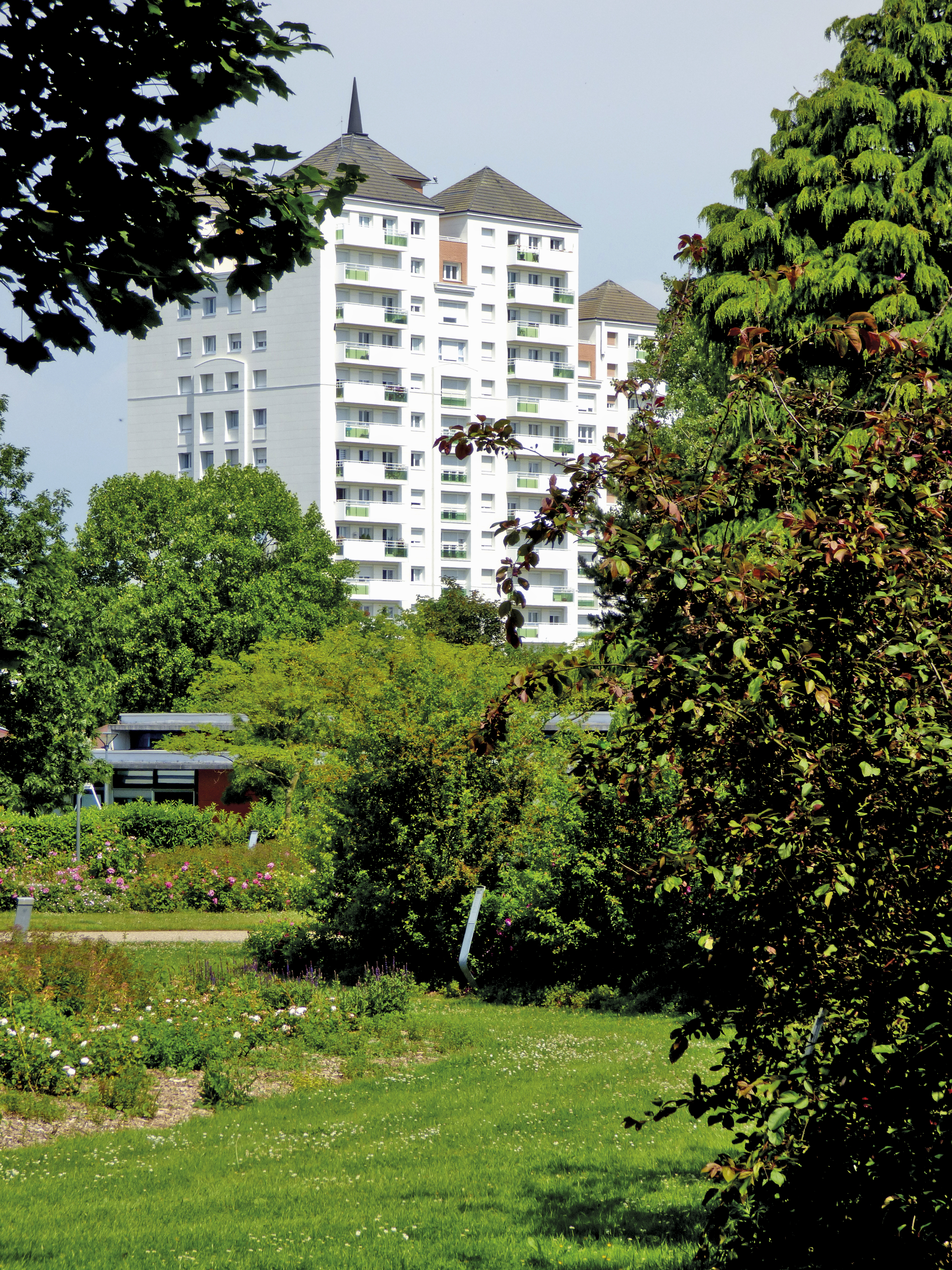
Vue d'un immeuble sur la Roseraie.
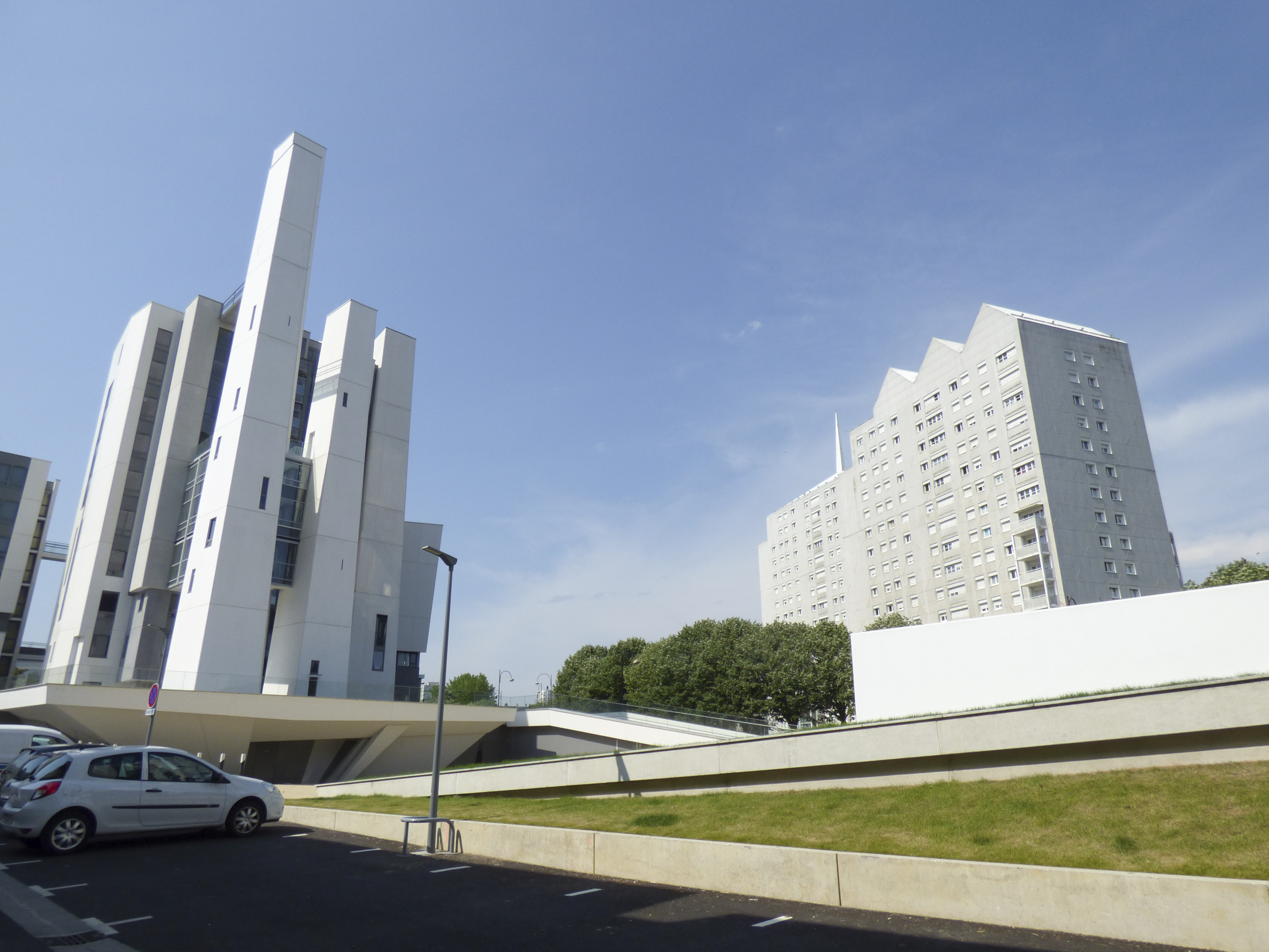
Les pics et un immeuble du quartier Kennedy
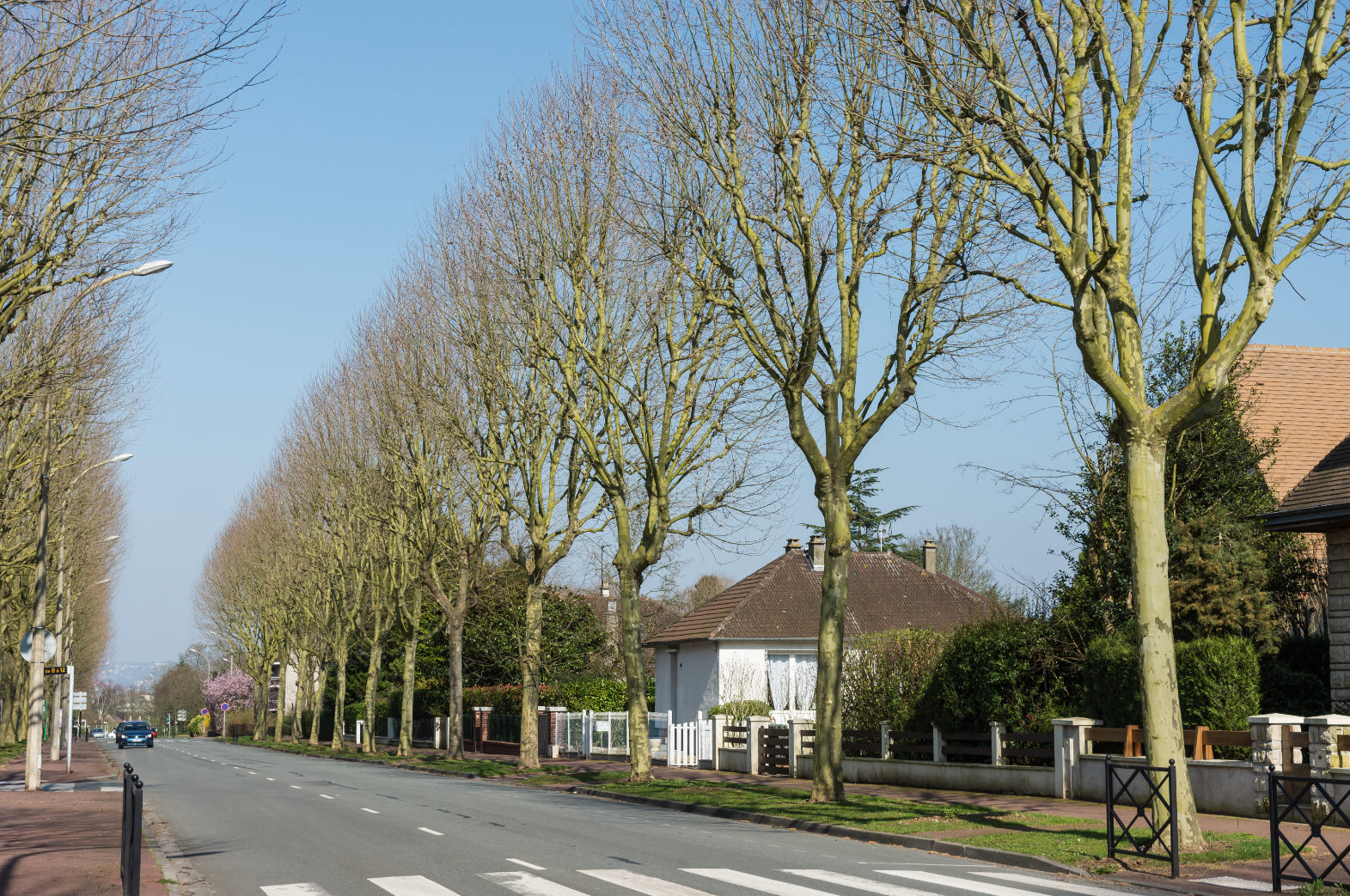
Avenue René-Coty.
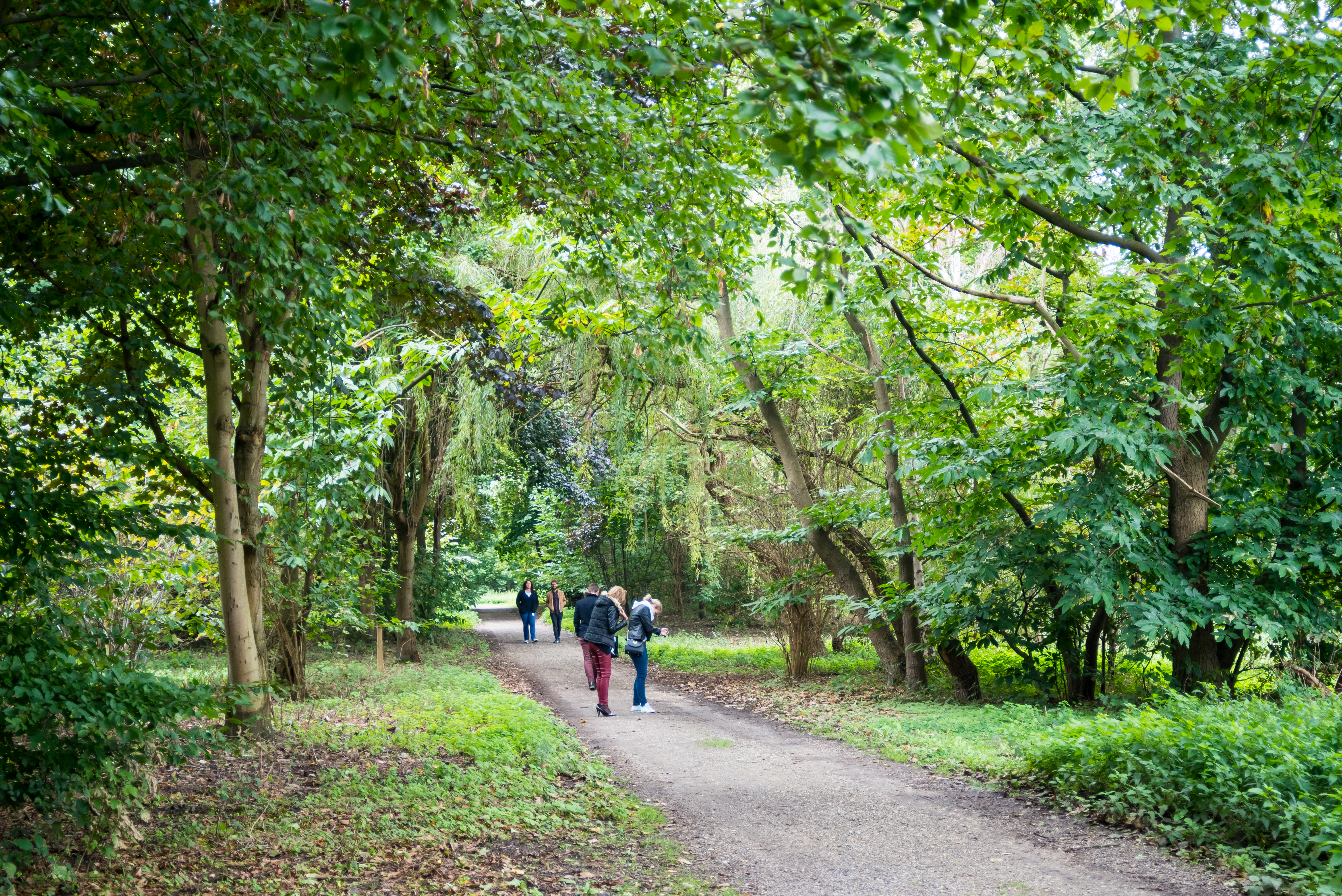
Le bois Matisse.

### Lieux et monuments
- La Roseraie.
- La Grange du Grand Aulnay : La grange du Grand Aulnay fut bâtie sur un domaine en bord de Seine qui, comme son nom l'indique, était une aulnaie, terrain couvert d'aulnes ou vernes, généralement marécageux. Une aumône bien pauvre offerte en 1195 aux Hospices de Rouen par Richard Cœur de Lion. Seul le courage des religieux put faire fructifier ces terres. On y fit la culture de légumes, d'arbres fruitiers et même de vignes. Le domaine servit également à héberger les malades trop nombreux qui envahissaient les hospices de Rouen lors des famines, des guerres, des épidémies redoutables de choléra, de peste ou de lèpre. C'est ainsi que dans ce domaine fut construite une magnifique grange à la charpente si solide qu'elle résiste du XIIIe siècle à nos jours. C'est le développement du port qui la condamne en 1971 et la ville de Grand Quevilly en fait alors l'acquisition. Ce trésor est démonté puis transporté à l'orée de la forêt du Chêne à Leu. En 1974, la grange du Grand Aulnay devient une salle de réception que les Quevillais peuvent louer pour leurs célébrations. Elle est adaptée pour vos événements tels que : séminaires, mariages, expositions…
- Cimetière militaire : Le cimetière militaire britannique, ou cimetière Saint-Sever, situé à quelques mètres de Rouen et du stade Robert-Diochon, a été créé pendant la Première Guerre mondiale. 1 343 soldats de l'Empire britannique y sont enterrés. Entretenu par le ministère britannique des armées, il s'étend sur les communes du Petit-Quevilly et du Grand-Quevilly. Le 19 mai 1972, la reine Élisabeth II s'est rendue sur place pour rendre un hommage aux soldats britanniques.
- Le stand des Fusillés.
- Église Saint-Pierre du Grand-Quevilly.
- Église Sainte-Bernadette, 58 rue Abbé-Lemire (1962). Architecte : Caron ; sculpteur-plasticien : Pierre Szekely ; peintres-verriers : Odette Ducarre et Vera Székely. L'église a été démolie en 2014, mais les objets de culte et les vitraux ont été transférés à l'église Sainte-Lucie.
- Centre culturel Marx-Dormoy (ancien hôtel de ville) (1937)[36]
- Maison pour contremaîtres et directeur par Auguste Perret sur le site des Chantiers de Normandie (1922).
- Maison métallique des Forges de Strasbourg.
- Parc des Provinces (1997, récompensé aux Marianne d'Or).

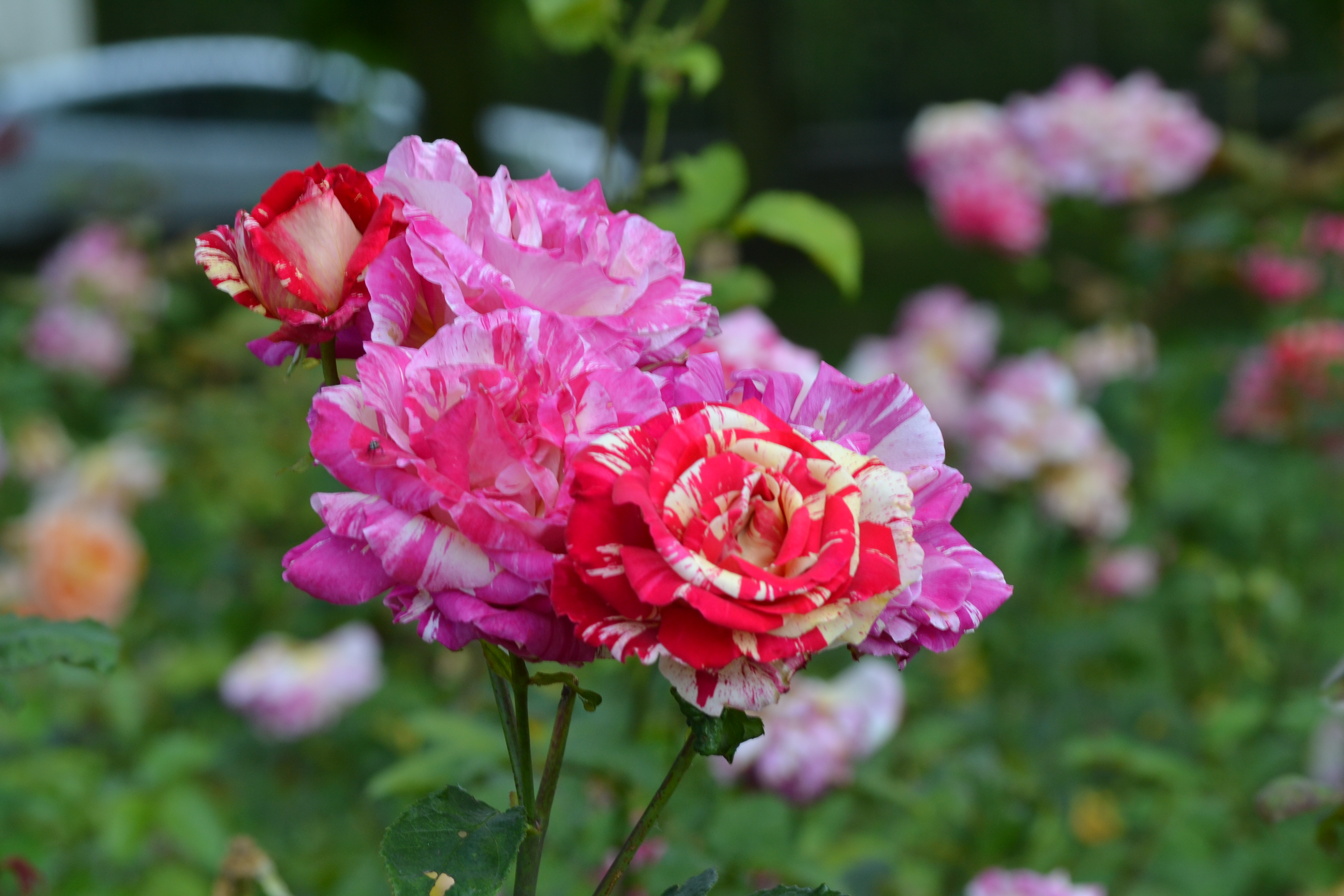
La Roseraie et ses roses fleurissantes.
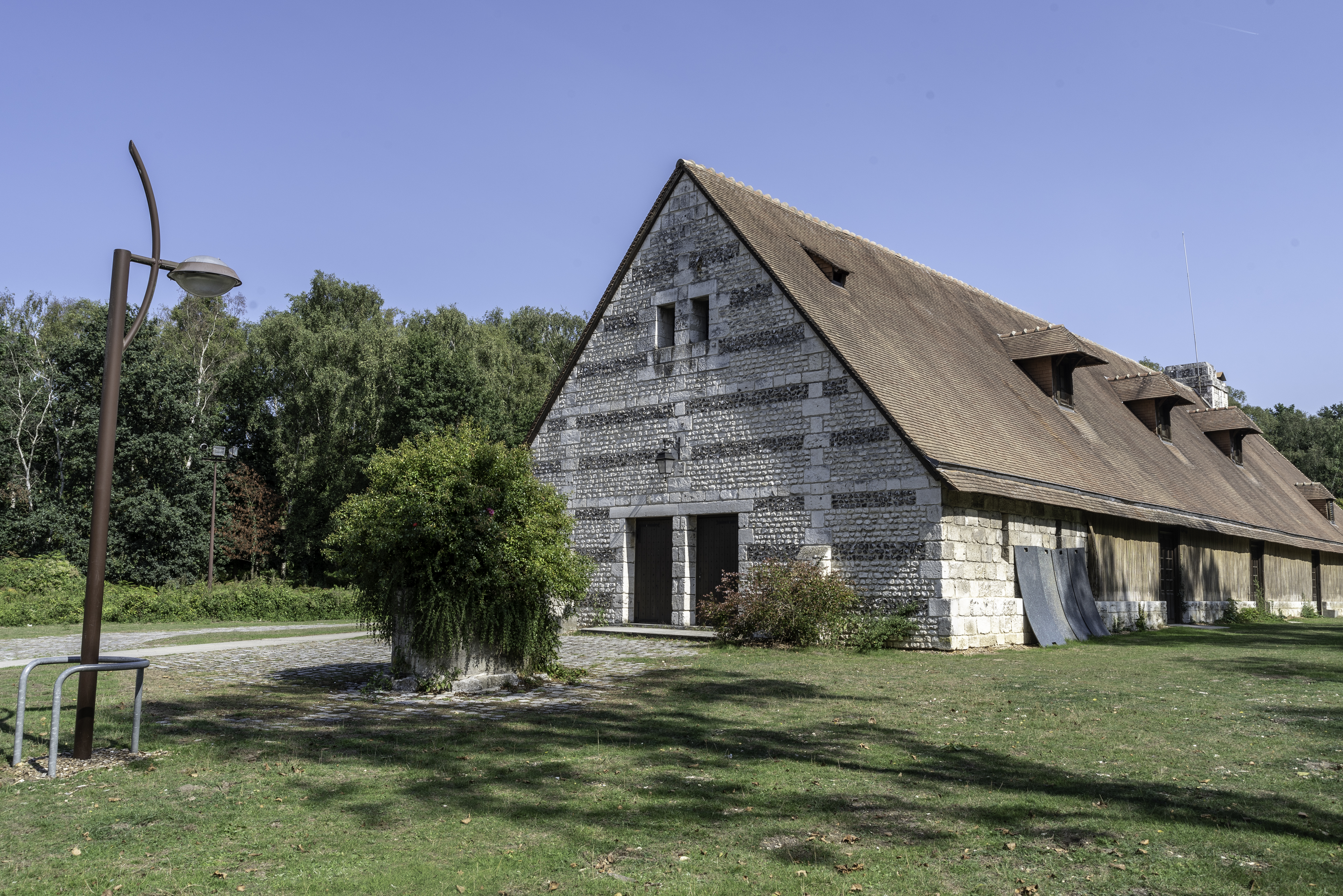
Grange du Grand-Aulnay.
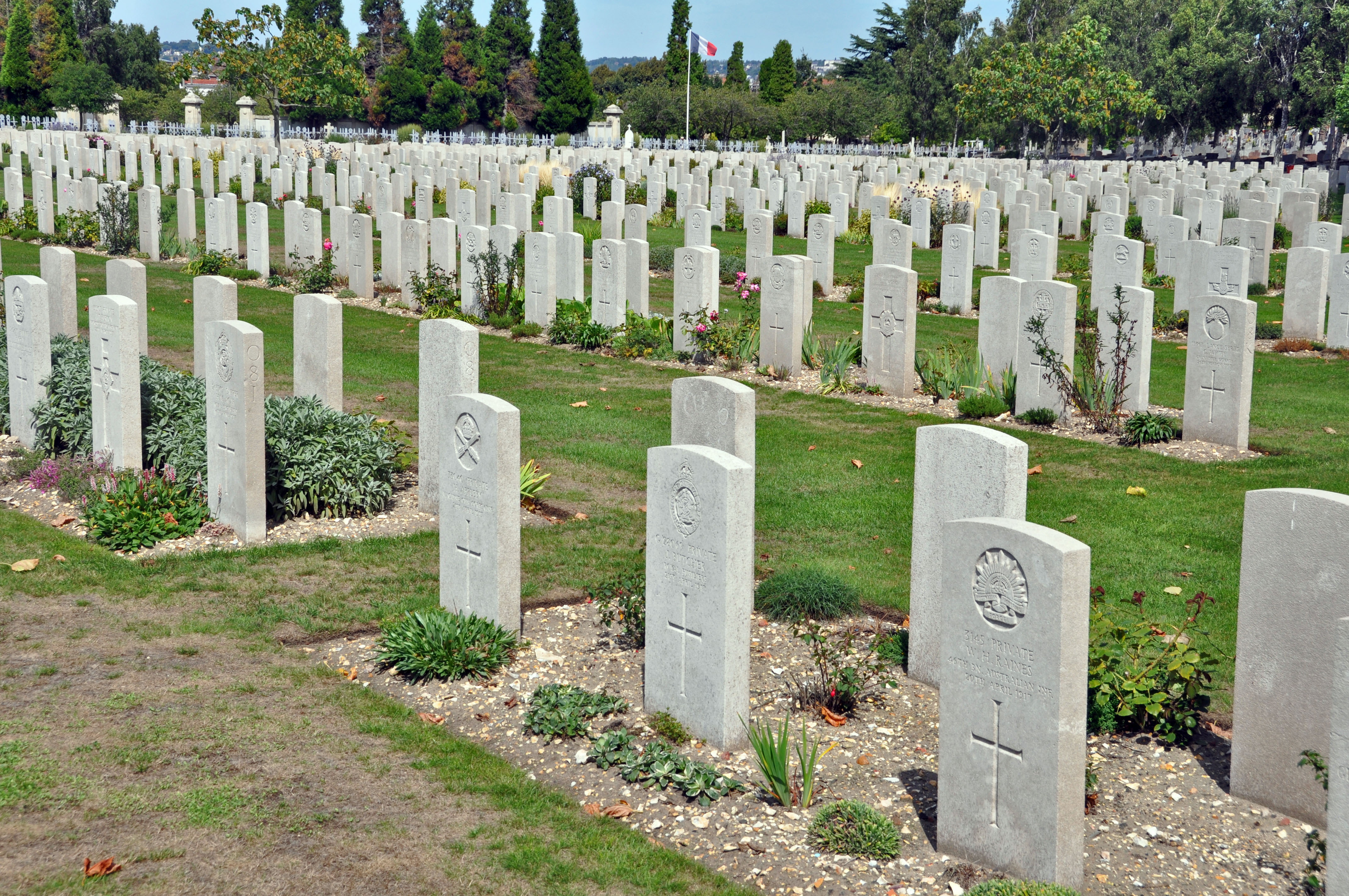
Cimetière militaire.
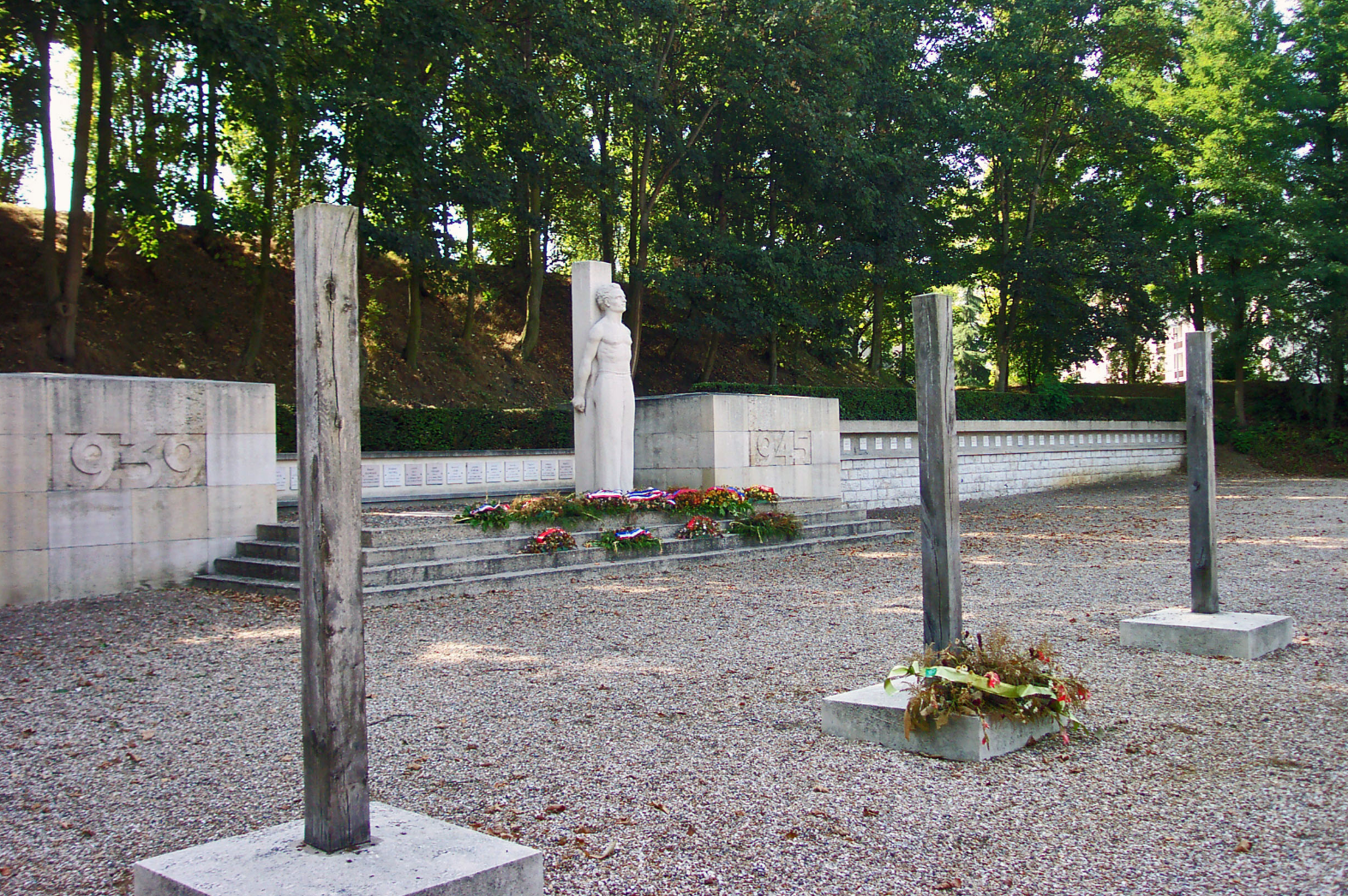
Stand des Fusillés.
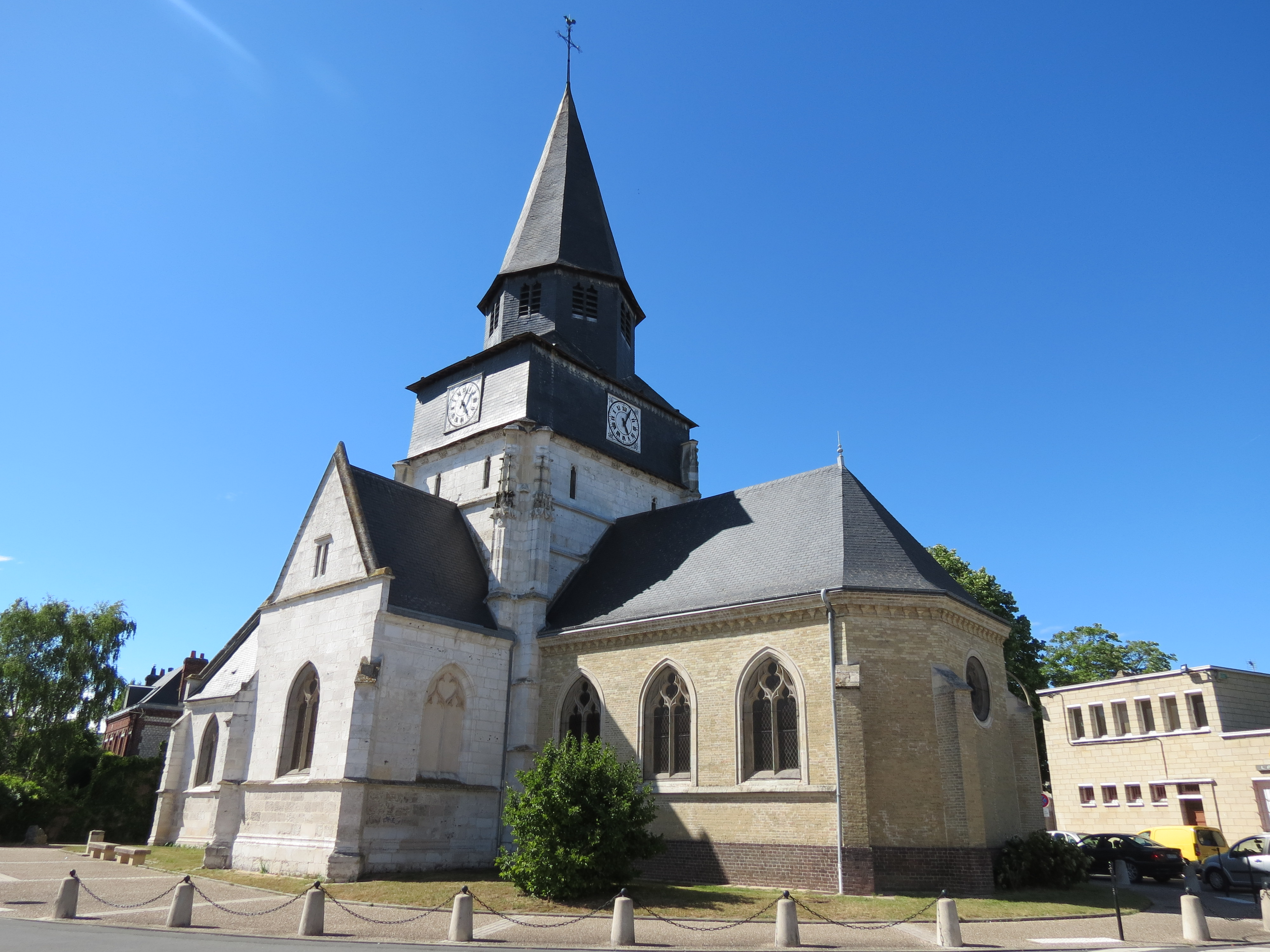
Église Saint-Pierre Inscrit MH (1933).
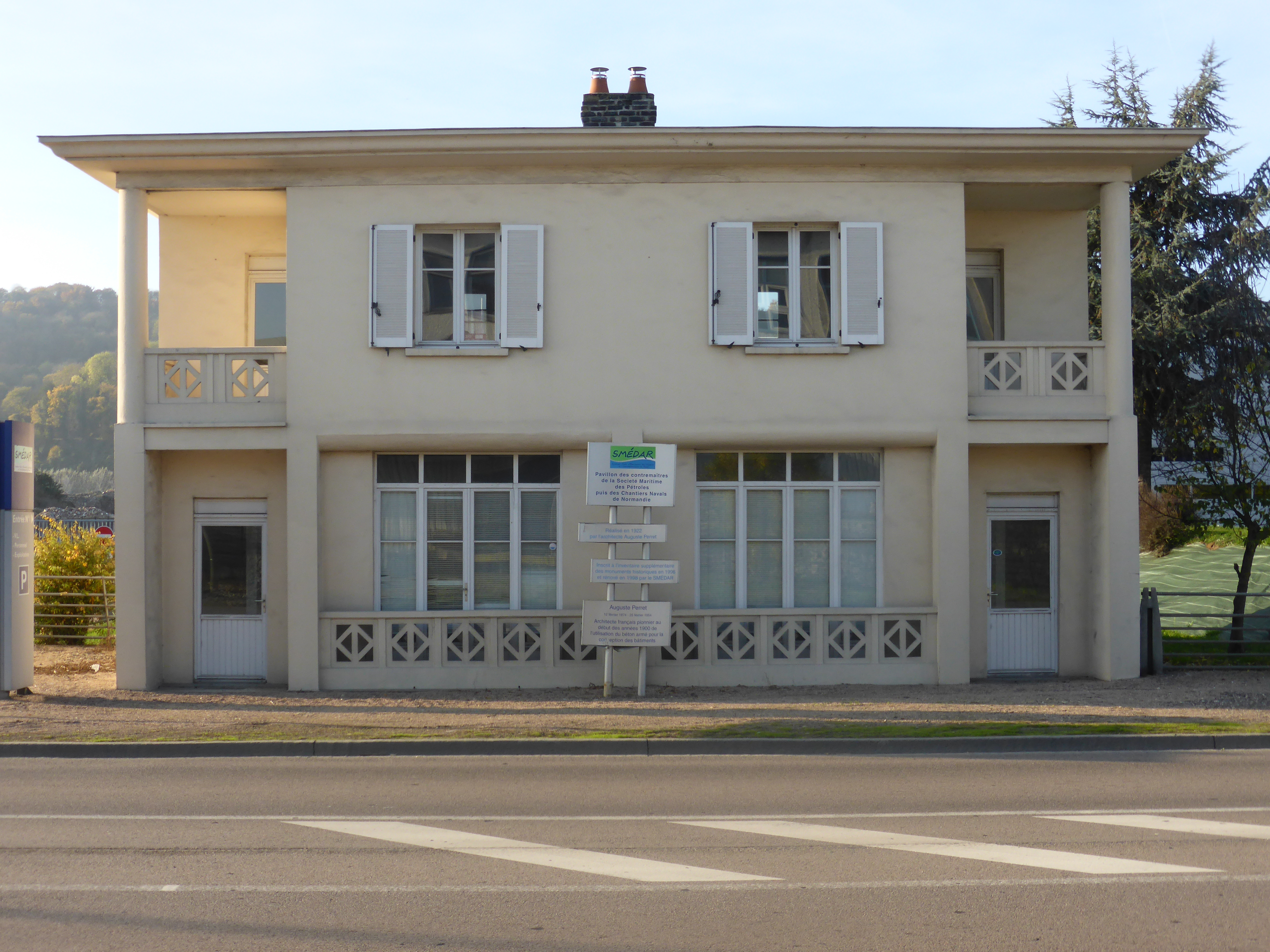
Maison pour contremaîtres Inscrite MH (1996).
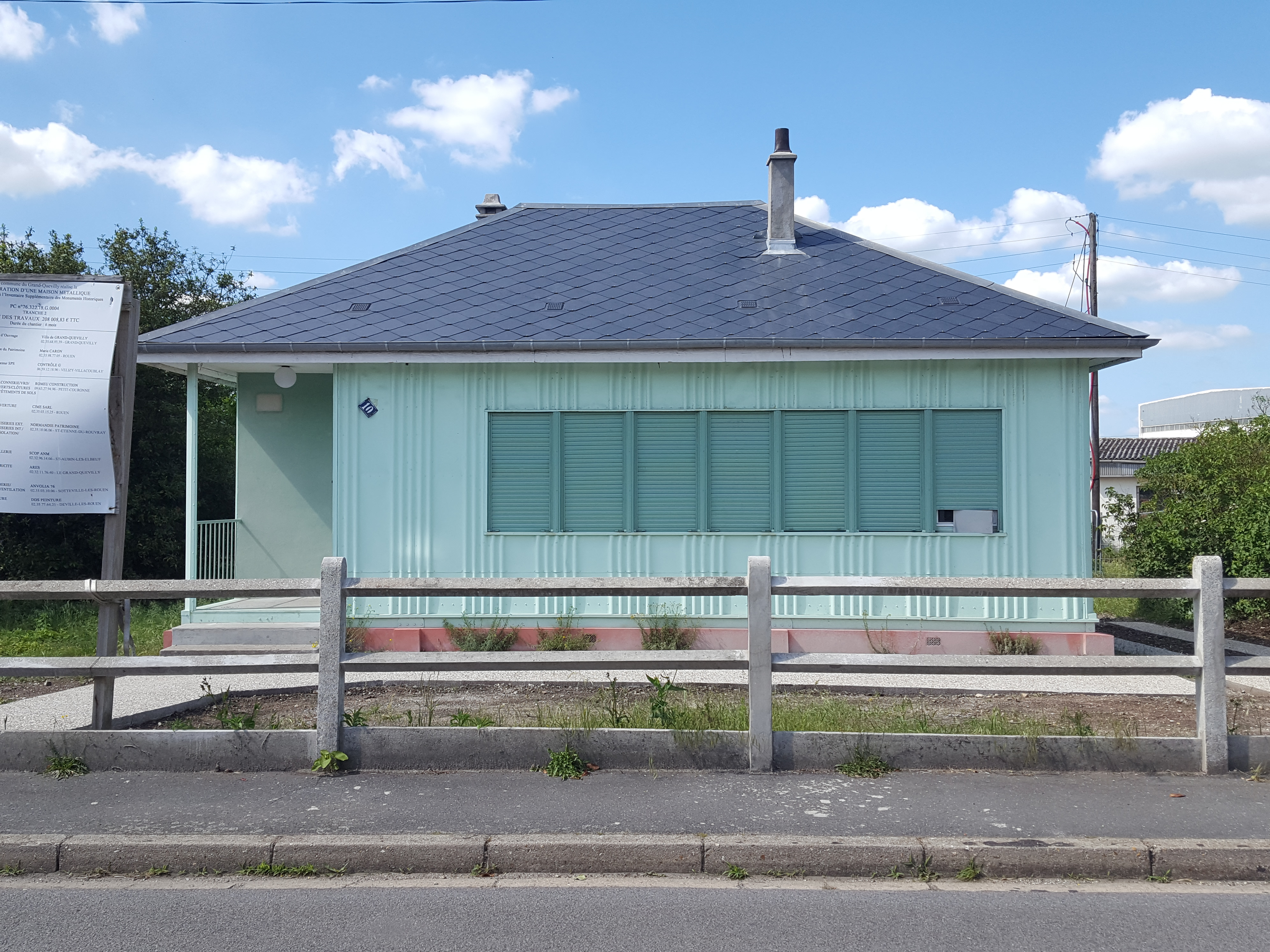
Maison métallique des Forges de Strasbourg Inscrite MH (2012).
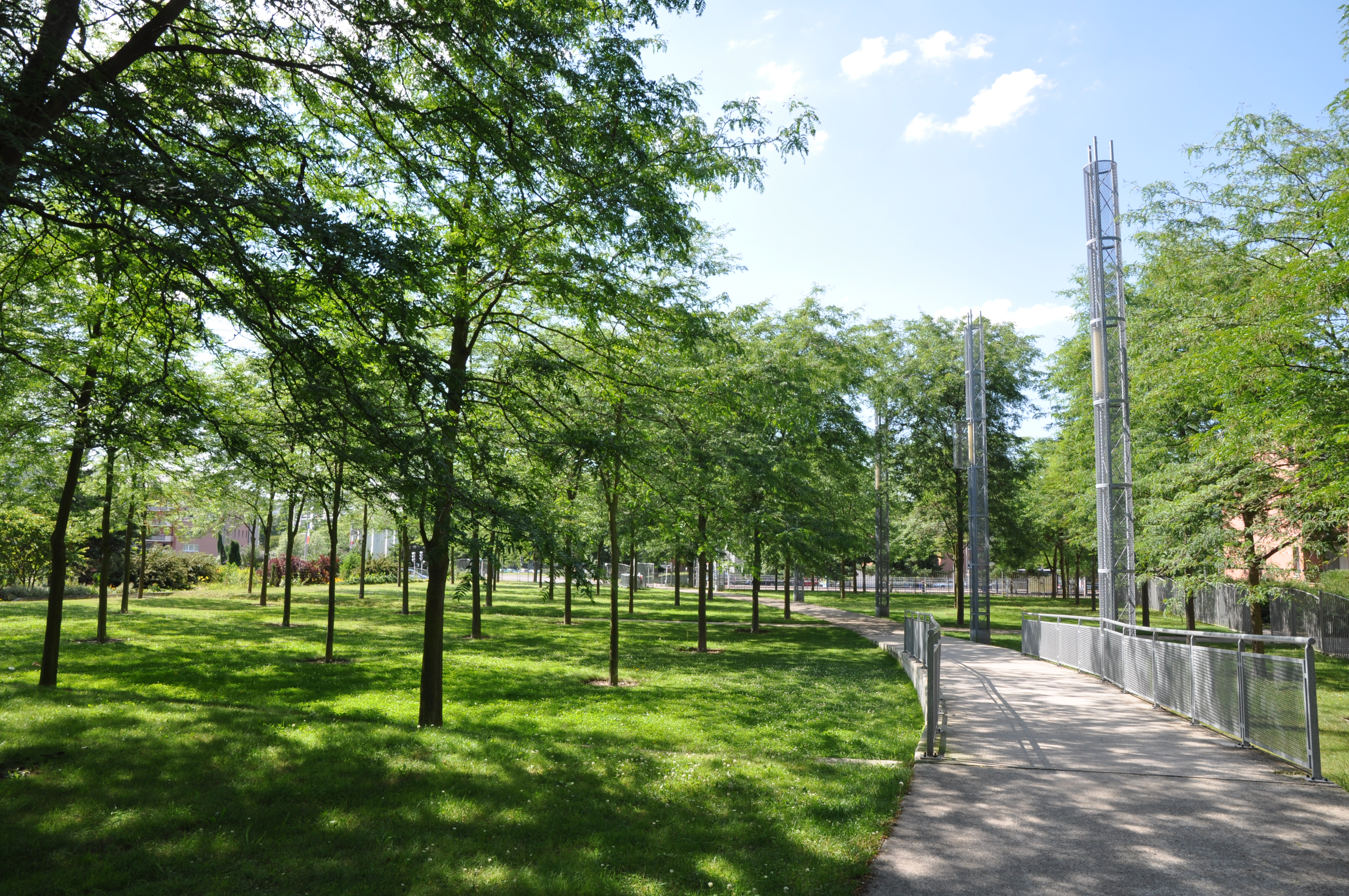
Le parc des Provinces.

- Parc des expositions de Rouen.
- Zénith de Rouen, salle de concert (2001).
- Gaumont Grand-Quevilly, multiplexe (1999).
- Théâtre Charles-Dullin.
- Médiathèque François-Mitterrand.
- Maison des arts du Grand-Quevilly.

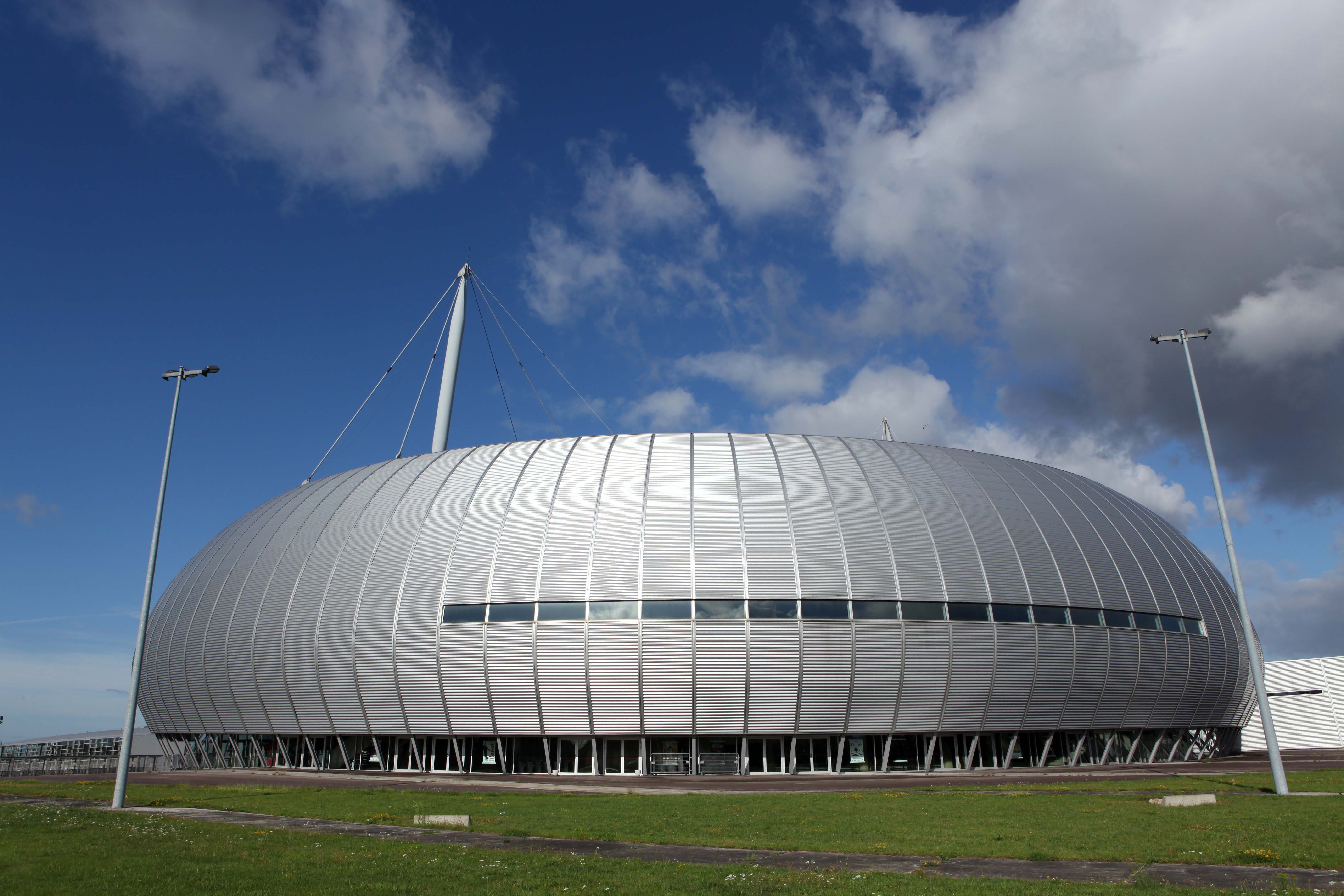
Zénith.
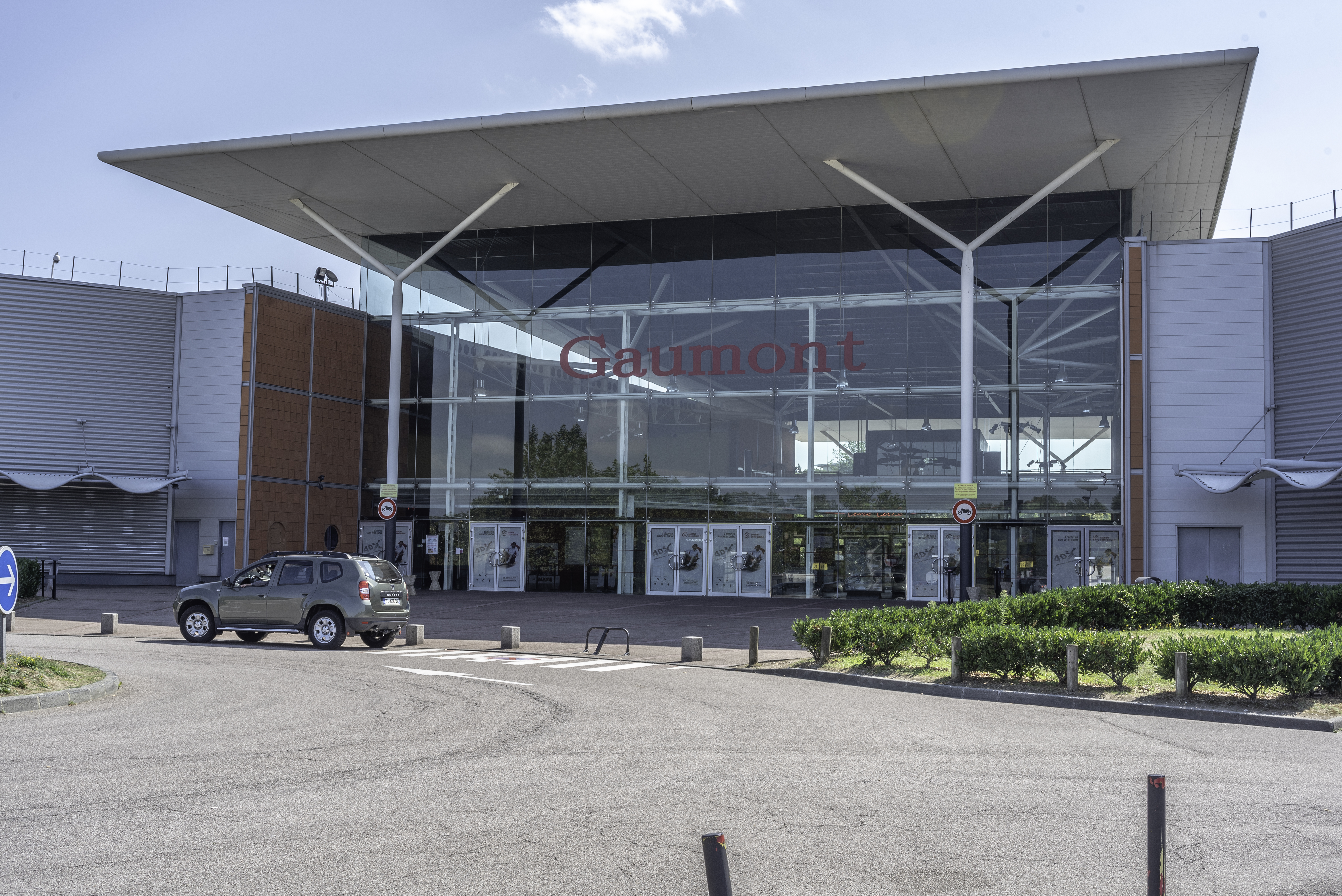
Cinéma Gaumont.
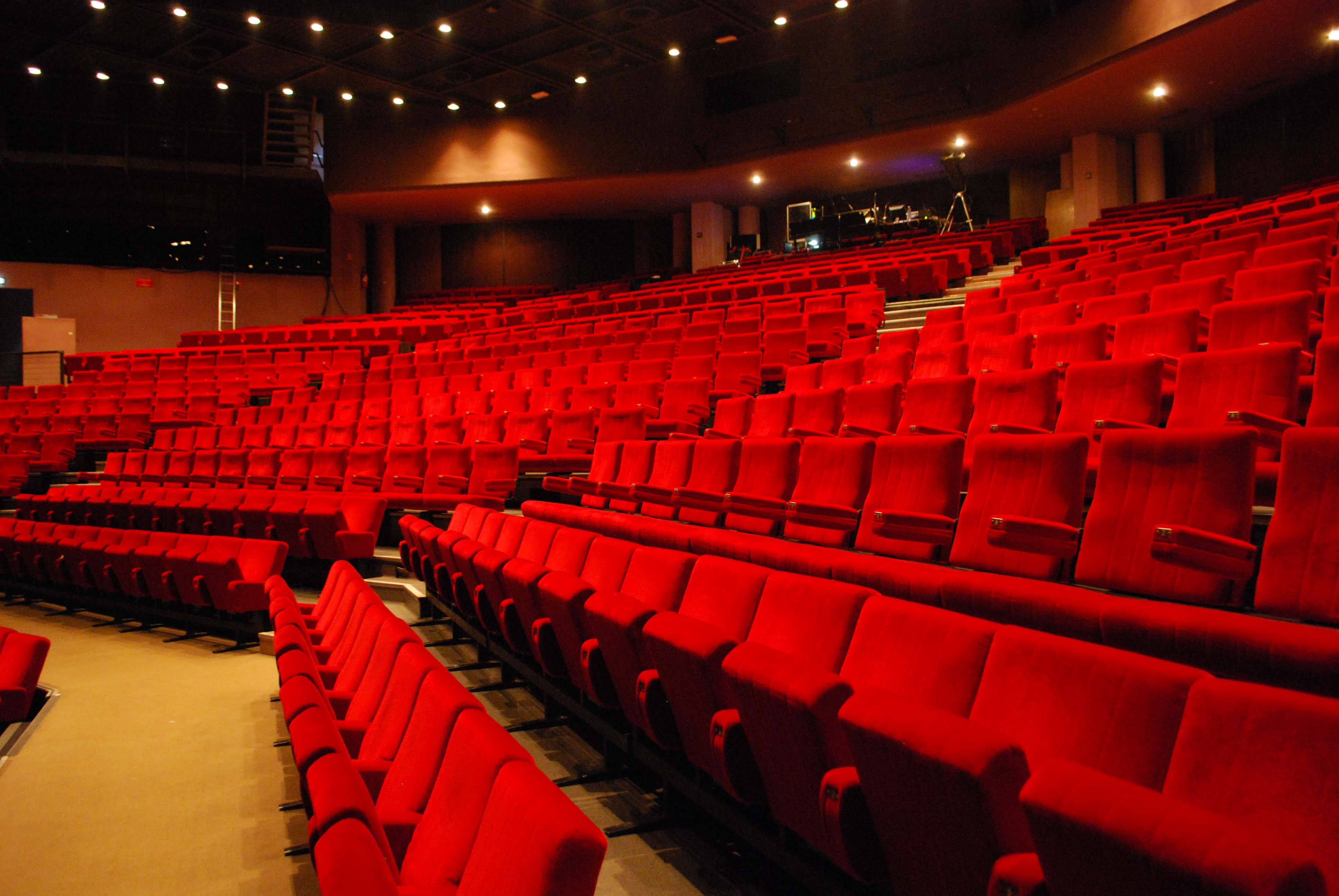
Théâtre Dullin.
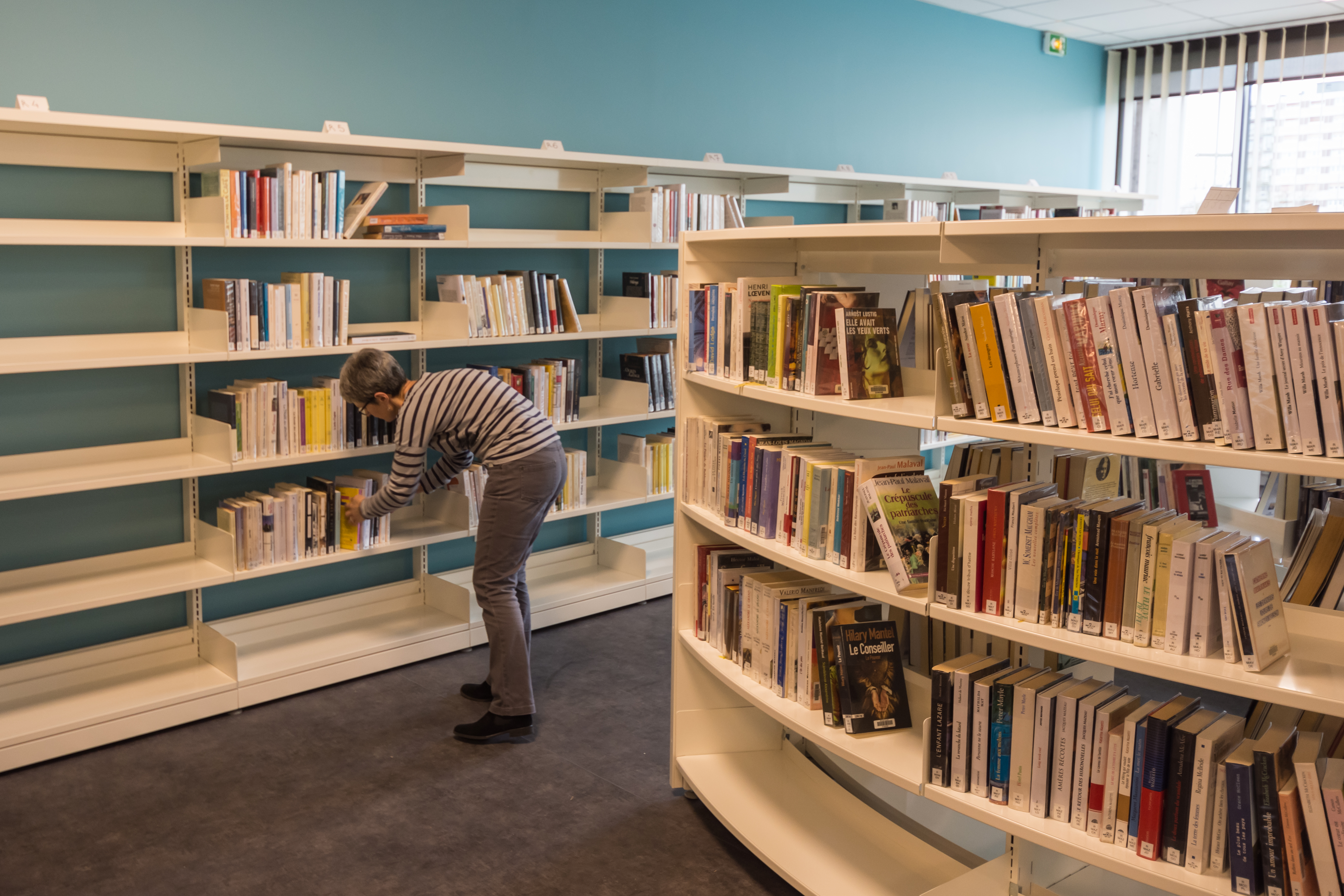
Médiathèque.
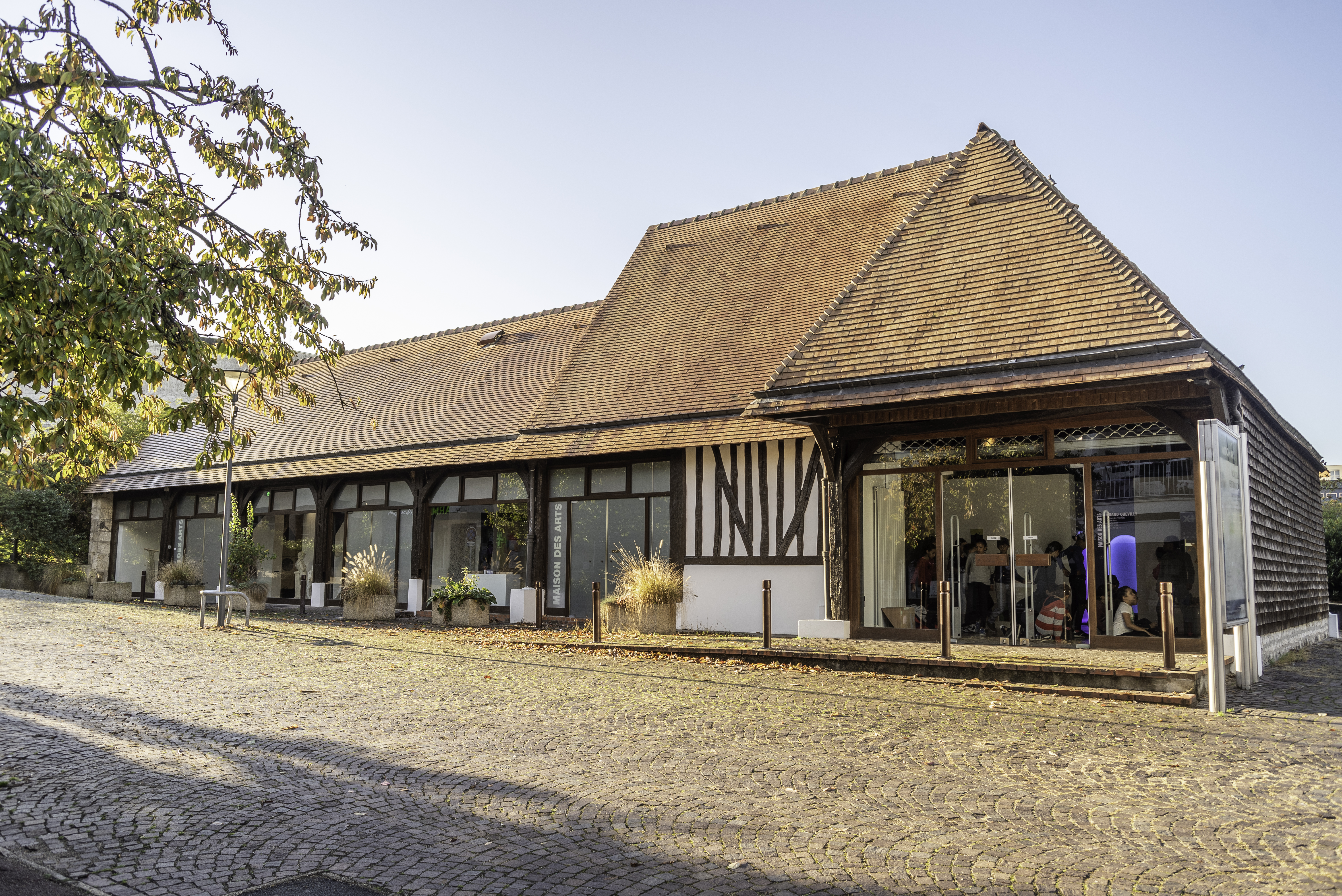
Maison des arts.

### Personnalités liées à la commune
- Guillaume Bachelay, ancien député de la Seine-Maritime, fidèle au Parti socialiste
- David Boulanger, athlète français
- Franck Dubosc, humoriste et acteur, ancien élève du collège Claude Bernard et lycées Val-de-Seine.
- Laurent Fabius, homme politique, député de la quatrième circonscription de la Seine-Maritime, maire du Grand-Quevilly pendant 5 ans.
- Marc-Antoine Girard de Saint-Amant, poète
- Jean-Marc Lange, artiste
- Tony Larue (1904-1995), homme politique, ancien maire,
- Ugo Legrand, judoka français
- Gérard Lelièvre, athlète français
- Césaire Levillain, enseignant et résistant
- Marc Massion, maire du Grand-Quevilly jusqu'en 2020, ancien député puis sénateur
- Édouard Philippe, homme politique, ancien élève du collège Jean-Texcier.
- Philippe Torreton, acteur et homme politique, ancien élève du collège Édouard-Branly.